# 千葉市
千葉市（日语：／ Chiba shi */?）是日本千葉縣首府，同時為政令指定都市以及業務核都市。位於千葉縣中部，瀕臨東京灣，距離東京都心約40公里，是東京首都圈的主要都市之一。全市分為6個區，人口約98萬，為日本第13大都市。市內臨東京灣的地區為平地，周邊則為台地與谷地，郊外與臨海地區有許多大規模住宅團地。千葉市内有許多國道、高速道路和鐵路交匯，是縣內的交通要地。當地日夜間人口比率為97.5%，在東京首都圏中名列前茅。不僅是東京的通勤城鎮，也是獨自形成經濟圈的支店經濟都市。千葉市有約二成市民通勤至東京23區。
千葉市設市於1921年1月1日，並於1992年4月1日成為政令指定都市。

## 地理
千葉市過去的海岸線在現在國道14號、國道357號、國道16號所在的位置，而原來廣大的淺海地區在高度經濟成長期後填埋造陸成為新生地。大部分的美濱區與部分中央區皆為填海所產生的土地。現在中央區沿岸為工業區與港灣設施，美濱區則有人工海濱（稻毛之濱、檢見川之濱、幕張之濱）。若葉區和綠區則保留許多自然景觀，擁有廣大森林與田原的農村地帶。除了美濱區全域、中央區與花見川區部分區域，其他地區都屬於海拔20公尺以上的下總台地，綠區土氣町等海拔達90公尺以上。市內最高點是綠區板倉町的103.6公尺，最低點是美濱區豐砂的0.7公尺。

### 氣候
由於面積廣大，各地氣候也有所差異。一般而言，千葉市屬氣候溫和的太平洋側氣候。年平均氣溫為15.7度。
根據千葉特別地域氣象觀測所（舊千葉測候所）的觀測資料，1月平均氣溫5.7℃，最低氣溫為1.9℃，沿岸地區受到東京灣的海風與高溫海水的影響，冬日較少，過去最低溫（1966年4月～）為-5.2℃（1967年2月13日）。另一方面，若葉區、綠區等內陸地區受到輻射冷卻的影響，冬日較多，較常出現低於零下5度的情形，而中央區的港灣地區因熱島效應的影響，也與千葉特別地域氣象觀測所的觀測資料有所差異。冬季積雪情形較東京23區、橫濱市為少。這是因為當南岸低氣壓通過而造成東京、橫濱降雪時，千葉市較為溫暖，但內陸地區在過去曾多次出現豪雪。
1951年2月14日至15日，受到南岸低氣壓的影響，白井（現若葉區野呂町）降雪133公分、仁戶名（現中央區仁戶名町）降雪91公分、都（現中央區都町）降雪80公分，這是因為受到低氣壓與冷心低壓等的影響，造成降雪高於東京、橫濱。其中，綠區內陸海拔較高的土氣等地受到南岸低氣壓與冷心低壓的影響，積雪情形較為嚴重。
8月平均氣溫為26.7℃，最低溫23.9℃，皆是縣內氣象觀測地點的最高值，熱帶夜日數也是縣內最多。這是因為位於海邊的千葉特別地域氣象觀測所受到熱島效應及東京灣濕熱海風的影響，在夜裡難以降溫。因此，東京灣沿岸地區在日間雖然不比內陸地區的猛暑現象，但在夜裡仍非常悶熱潮濕。另一方面，內陸地區日間氣溫比沿岸地區更高，但夜晚氣溫較低，熱帶夜日數也較少。過去最高氣溫為38.4℃（2013年8月11日）。
| 千叶市 (1981 - 2010) | 千叶市 (1981 - 2010) | 千叶市 (1981 - 2010) | 千叶市 (1981 - 2010) | 千叶市 (1981 - 2010) | 千叶市 (1981 - 2010) | 千叶市 (1981 - 2010) | 千叶市 (1981 - 2010) | 千叶市 (1981 - 2010) | 千叶市 (1981 - 2010) | 千叶市 (1981 - 2010) | 千叶市 (1981 - 2010) | 千叶市 (1981 - 2010) | 千叶市 (1981 - 2010) |
| 月份                 | 1月                  | 2月                  | 3月                  | 4月                  | 5月                  | 6月                  | 7月                  | 8月                  | 9月                  | 10月                 | 11月                 | 12月                 | 全年                 |
| -------------------- | -------------------- | -------------------- | -------------------- | -------------------- | -------------------- | -------------------- | -------------------- | -------------------- | -------------------- | -------------------- | -------------------- | -------------------- | -------------------- |
| 历史最高温 °C（°F）  | 20.7 (69.3)          | 24.7 (76.5)          | 25.3 (77.5)          | 28.7 (83.7)          | 31.7 (89.1)          | 35.0 (95.0)          | 37.8 (100.0)         | 38.5 (101.3)         | 36.2 (97.2)          | 32.8 (91.0)          | 25.8 (78.4)          | 24.3 (75.7)          | 38.5 (101.3)         |
| 平均高温 °C（°F）    | 9.8 (49.6)           | 10.2 (50.4)          | 13.2 (55.8)          | 18.3 (64.9)          | 22.3 (72.1)          | 25.0 (77.0)          | 28.6 (83.5)          | 30.5 (86.9)          | 26.9 (80.4)          | 21.8 (71.2)          | 16.9 (62.4)          | 12.4 (54.3)          | 19.7 (67.5)          |
| 日均气温 °C（°F）    | 5.7 (42.3)           | 6.1 (43.0)           | 8.9 (48.0)           | 14.0 (57.2)          | 18.3 (64.9)          | 21.3 (70.3)          | 25.0 (77.0)          | 26.7 (80.1)          | 23.3 (73.9)          | 18.0 (64.4)          | 12.9 (55.2)          | 8.3 (46.9)           | 15.7 (60.3)          |
| 平均低温 °C（°F）    | 1.9 (35.4)           | 2.3 (36.1)           | 5.0 (41.0)           | 10.1 (50.2)          | 14.8 (58.6)          | 18.4 (65.1)          | 22.3 (72.1)          | 23.9 (75.0)          | 20.5 (68.9)          | 14.9 (58.8)          | 9.2 (48.6)           | 4.4 (39.9)           | 12.3 (54.1)          |
| 历史最低温 °C（°F）  | −5.1 (22.8)          | −5.2 (22.6)          | −4.4 (24.1)          | 0.4 (32.7)           | 6.8 (44.2)           | 9.1 (48.4)           | 12.5 (54.5)          | 16.5 (61.7)          | 10.7 (51.3)          | 5.8 (42.4)           | −0.9 (30.4)          | −3.7 (25.3)          | −5.2 (22.6)          |
| 平均降水量 mm（）    | 59.6 (2.35)          | 59.5 (2.34)          | 110.0 (4.33)         | 110.4 (4.35)         | 112.5 (4.43)         | 149.9 (5.90)         | 122.5 (4.82)         | 134.3 (5.29)         | 200.4 (7.89)         | 185.9 (7.32)         | 91.5 (3.60)          | 51.5 (2.03)          | 1,388 (54.65)        |
| 平均降雪量 cm（）    | 3 (1.2)              | 4 (1.6)              | 1 (0.4)              | 0 (0)                | 0 (0)                | 0 (0)                | 0 (0)                | 0 (0)                | 0 (0)                | 0 (0)                | 0 (0)                | 0 (0)                | 8 (3.2)              |
| 平均相對濕度（％）   | 55                   | 57                   | 63                   | 68                   | 72                   | 79                   | 80                   | 78                   | 78                   | 73                   | 67                   | 59                   | 69                   |
| 月均日照時數         | 185.1                | 162.3                | 160.3                | 174.1                | 172.3                | 125.2                | 153.0                | 190.0                | 127.7                | 135.6                | 142.0                | 176.1                | 1,903.7              |
| 来源：気象庁         |                      |                      |                      |                      |                      |                      |                      |                      |                      |                      |                      |                      |                      |

### 主要河川
一級河川
- 利根川水系：鹿島川（日语：鹿島川 (千葉県)）、花見川（印旛疏水路）、勝田川（日语：勝田川）

二級河川
- 濱田川水系：濱田川（日语：浜田川 (千葉県)）
- 都川水系：都川（日语：都川）、葭川（日语：葭川）、支川都川、坂月川
- 濱野川水系：濱野川
- 生實川水系：生實川
- 村田川水系：村田川（日语：村田川）、ミカダ川

## 歷史

### 古代
《日本後紀》於大同元年正月癸巳（1月28日）記載:「千葉國造大私部直善人授外從五位下」，推測在大化改新以前，千葉已設置國造。律令制實施後，當地為下總國千葉郡。《和名類聚抄》則記載千葉郡下7鄉之一的「千葉鄉」，該鄉相當於現在的稻毛區穴川、黑砂一帶。

### 千葉氏的據點
平安時代，千葉氏之祖平常重在千葉郡千葉鄉和池田鄉一帶開設千葉莊，並在池田郷亥鼻建造據點，稱千葉介。其後代作為下總國守護職，支配周邊一帶至室町時代為止。但原胤房與馬加康胤趁享德之亂討伐千葉胤宣，千葉氏宗家滅亡，此地變為千葉妙見宮的小門前町。

### 德川藩政時代
江戶時代，現在千葉市域大半為佐倉藩領土（其他為生實藩、曾我野據點）。

### 戊辰戰爭結束至第二次大戰結束
戊辰戰爭後的1871年8月29日實施廢藩置縣，現千葉市屬印旛縣。1873年，印旛縣與木更津縣合併成立千葉縣，縣廳設於舊兩縣交界的千葉氏據點、現千葉市（亥鼻地區），之後以千葉縣縣廳所在地發展。
1921年（大正10年）1月1日市制施行，千葉市誕生。此時的市域繼承1889年（明治22年）設定的千葉町域，為現在的中央區北半部至稻毛區的東南部。之後在周邊町村陸續編入、填海造陸後形成現在廣大的市域。戰前，現在川崎町的填海地是日立航空機製作所與日立製作所等軍事設施聚集的軍都，1945年（昭和20年）6月10日與7月7日遭受同盟國大規模空襲（千葉空襲、七夕空襲），七成市域燒毀，災情慘重。

### 第二次大戰後
戰後，宮內三朗市長（名譽市民第1號）進行大規模填海造陸與市町村合併，將千葉市再造為京葉工業地域的中心都市。現在綠區內屬舊土氣町的部分在過去屬上總國山邊郡（今山武郡）。
2003年（平成15年）2月，在相鄰的四街道市居民提議下，成立法定合併協議會，決定併入千葉市後的行政區名為「四街道區」。2004年（平成16年）5月16日舉行公民投票，結果未能通過，合併宣告失敗。

### 年表
- 1126年（大治元年）－千葉常重（日语：千葉常重）在豬鼻建造居館。
- 1455年（享德4年）－原胤房（日语：原胤房）急襲千葉城，逃至千田庄（現在香取郡多古町）的千葉胤宣（日语：千葉胤宣）在（康正元年）8月12日遭到與原胤房同謀的馬加康胤（日语：馬加康胤）討伐，千葉氏宗家滅亡。
- 1871年（明治4年）11月13日－廢藩置縣，新設木更津縣（日语：木更津県）、印旛縣（日语：印旛県）、新治縣（日语：新治県）。
- 1873年（明治6年）6月15日－木更津縣與印旛縣合併成立千葉縣。縣廳設於兩縣交界的千葉郡（日语：千葉郡）千葉町（現千葉市中央區本千葉町）。
- 1875年（明治8年）5月7日－新治縣分割，利根川以南編入千葉縣，形成現在千葉縣域。
- 1889年（明治22年）4月1日－町村制施行，千葉町、寒川村、登戶村、千葉寺村、黑砂村合併成立千葉郡千葉町。

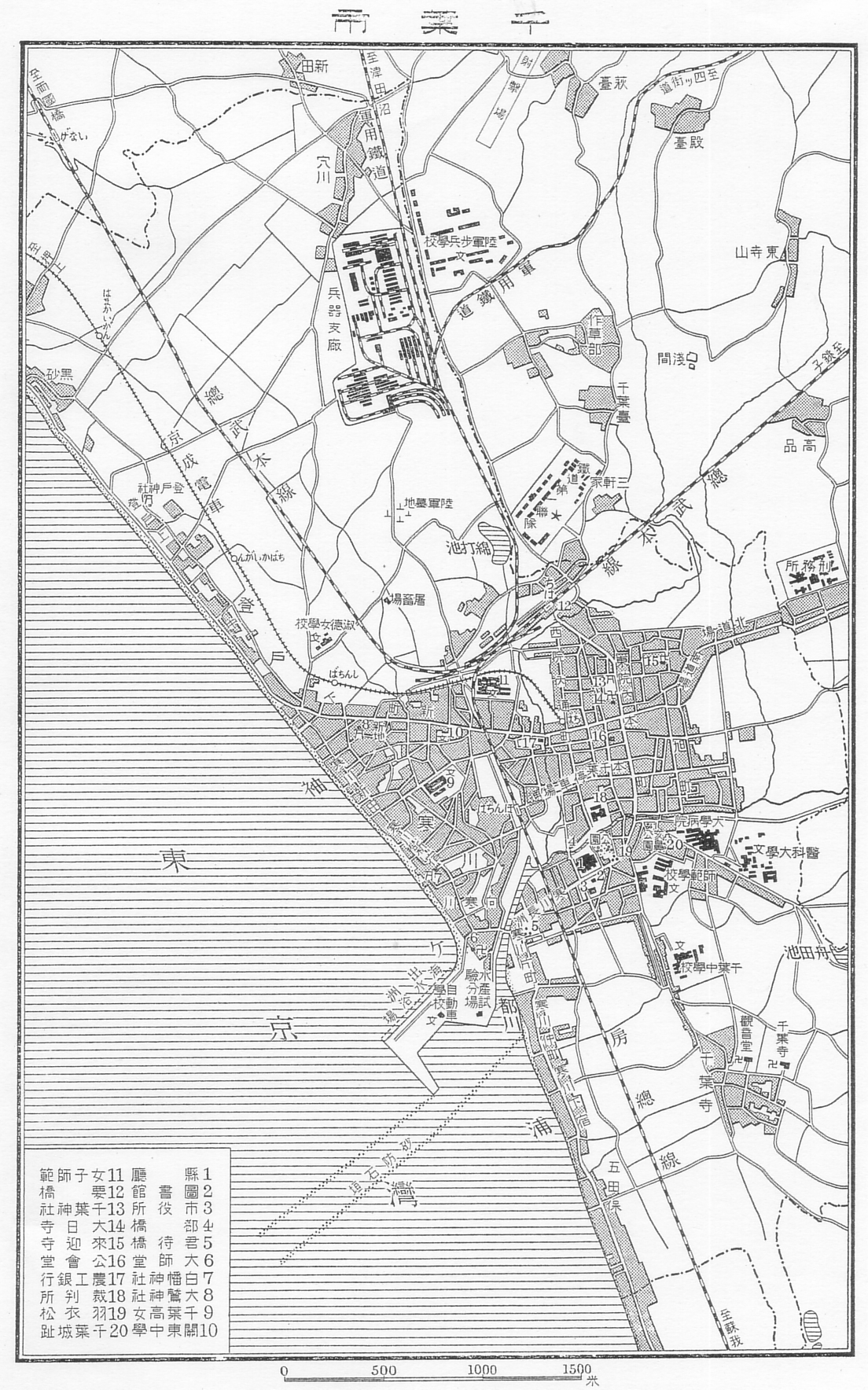
1930年左右（昭和初期）的千葉市周邊地圖。

- 1921年（大正10年）1月1日－千葉町施行市制，為千葉市。是全國第66、縣內第一個施行市制的地區。
- 1937年（昭和12年）2月11日－千葉郡蘇我町（日语：蘇我町）、檢見川町（日语：検見川町）、都賀村（日语：都賀村 (千葉県)）、都村（日语：都村 (千葉県)）編入。
- 1944年（昭和19年）2月11日－千葉郡千城村（日语：千城村）編入。
- 1954年（昭和29年）7月1日－千葉郡犢橋村（日语：犢橋村）編入。但犢橋村並未向千葉市報告村內有軍事設施，1979年（昭和54年）發現未爆彈時引起騷動。
- 1954年（昭和29年）
  - 7月6日－千葉郡幕張町（日语：幕張町）編入。
  - 8月1日－千葉郡津田沼町合併千葉市部分地區（舊幕張町北部：實籾、愛宕、安生津、長作、天戶）並改稱習志野町，同時市制施行，為習志野市。
  - 8月28日－習志野市部分地區（舊幕張町北部：長作、天戶）編入。
- 1955年（昭和30年）2月1日－千葉郡生濱町（日语：生浜町），椎名村（日语：椎名村），譽田村（日语：誉田村 (千葉県)）編入。
- 1959年（昭和34年）2月1日－印旛郡四街道町（現四街道市）大日飛地編入。
- 1963年（昭和38年）4月1日－千葉郡泉町（日语：泉町 (千葉県)）編入。
- 1969年（昭和44年）7月15日－山武郡土氣町（日语：土気町）編入。
  - 10月1日〜1995年（平成7年）10月1日－公有水面埋立地（海濱新市鎮（日语：海浜ニュータウン）等）編入。
- 1985年（昭和60年）6月1日－佐倉市部分（下志津原、上志津原、上志津、下志津各一部分）編入。
- 1992年（平成4年）－羅德獵戶星主場從川崎移至千葉，更名為千葉羅德海洋。
- 1992年（平成4年）4月1日－成為政令指定都市，成立6區。是全國第12例。
- 2009年（平成21年）4月22日－現職市長鶴岡啓一（日语：鶴岡啓一）因涉嫌收賄遭到逮捕。
- 2010年（平成22年）5月20日－為了促進地方福祉、健康等及人材養成，與淑德大學簽署合作協議。

## 政治

### 市長
- 神谷俊一（日语：神谷俊一）

### 議會
- 席次：54人
- 任期：4年

| 派系名                     | 席次 | 所屬黨派         |
| -------------------------- | ---- | ---------------- |
| 自由民主黨千葉市會議員團   | 17   | 自由民主黨       |
| 民主黨千葉市會議員團       | 9    | 民主黨           |
| 公明黨千葉市會議員團       | 8    | 公明黨           |
| 日本共產黨千葉市會議員團   | 6    | 日本共產黨       |
| 未來創造千葉               | 6    | 無所屬           |
| 日本維新會千葉市議會議員團 | 3    | 日本維新會       |
| 市民網路                   | 2    | 市民網路・千葉縣 |
| 眾人之黨                   | 2    | 眾人之黨         |
| 無所屬                     | 1    |                  |

※2012年9月資料。

## 行政區劃
千葉市由以下6區所構成。人口統計時間至2020年10月1日止。
2000年（平成12年），千葉市為紀念市制施行80周年，各區發表「代表色」與「象徵圖案」。
| 編號    | 區名     | 人口 （人） | 面積 (km2) | 人口密度 （人/km2） | 代表色                   |
| ------- | -------- | ----------- | ---------- | ------------------- | ------------------------ |
| 12101-1 | 中央區   | 218,620     | 44.70      | 4,891               | ■能量紅（Energetic Red） |
| 12106-1 | 美濱區   | 155,147     | 21.20      | 7,318               | ■海洋藍（Marine Blue）   |
| 12103-7 | 稻毛區   | 160,546     | 21.22      | 7,566               | ■光亮黃（Bright Yellow） |
| 12102-9 | 花見川區 | 177,276     | 34.19      | 5,185               | ■花粉紅（Flower Pink）   |
| 12104-5 | 若葉區   | 144,584     | 84.21      | 1,717               | ■清新綠（Fresh Green）   |
| 12105-3 | 綠區     | 128,904     | 66.25      | 1,946               | ■長青綠（Ever Green）    |

## 產業

### 工業
臨海地區（中央區川崎町、新濱町、蘇我町、美濱區新港為中心的區域）是以千葉港為中心的京葉工業地域一部分，中央區部分是JFE鋼鐵東日本製鐵所（舊川崎製鐵千葉製鐵所）、東京電力千葉火力發電所等所在地，美濱區新港則有許多食品、金屬加工相關企業。此外，北部地區（花見川區千種町、稻毛區六方町為中心的區域）鋼鐵加工與機械工業興盛。

### 商業

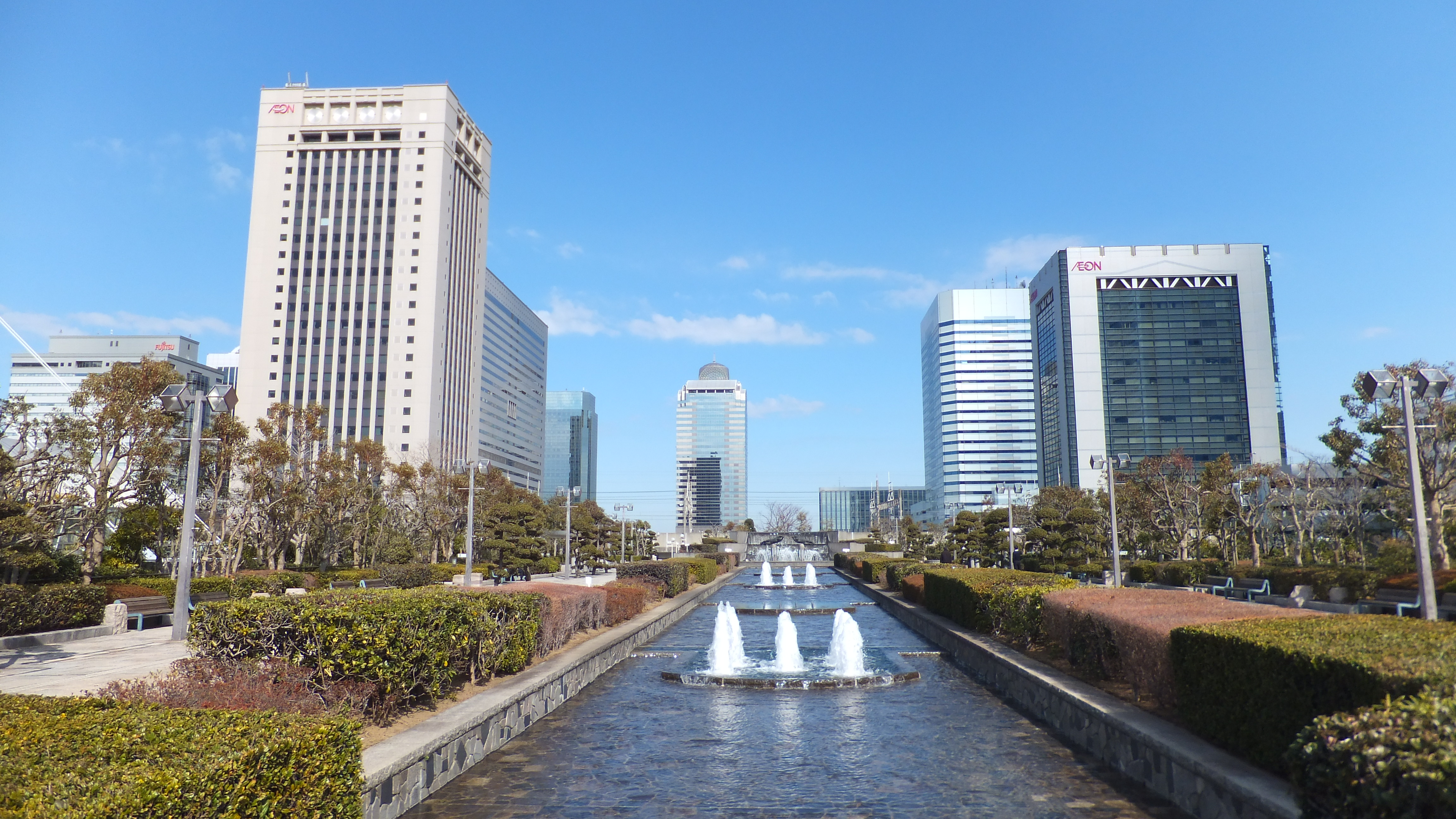
幕張新都心

二戰前，商業重心在舊省線千葉站（後來的舊國鐵千葉站 (初代)）、舊京成千葉站、榮町通。但受到戰災（千葉空襲）影響，兩車站移往新址後，也造成商業活動的移動。國鐵千葉站（第二代。現JR千葉站）前的SOGO千葉店、新奈良屋（ニューナラヤ，現千葉三越）等大型零售店組成千葉縣最大、也是關東重要的商業據點。
泡沫經濟時期，幕張新都心與蘇我地區等臨海地區開始建造商業設施，而郊外的大型購物中心也陸續興建。從此之後，地域可分為幕張（美濱區）為中心的西半部，與亥鼻城周邊（中央區）為中心的東半部。
通常，幕張新都心有較多大型企業與跨國企業入駐，而市中心（JR/千葉都市單軌電車千葉站、JR東千葉站、JR本千葉站，亥鼻城周邊）則呈現悠久的地方商店街色彩。部分企業在千葉市設置分店或分公司，管轄千葉縣與茨城縣，因此有時也可作為廣義的東關東據點都市。

### 農業
作為東京首都圏的近郊農業地區，若葉區與綠區、花見川區北部擁有廣大的農地。作物以落花生與紅蘿蔔為中心，也生產葡萄與梨等水果。酪農業也十分興盛，飼養頭數、生產額皆居縣內第二。此外，落花生的生產量、種植面積皆次於相鄰的八街市，位居全國第2。

## 姐妹、友好城市

### 姐妹城市
- 休士頓，德克薩斯州，美國
- 北溫哥華市，英屬哥倫比亞，加拿大
- 蒙特勒，瑞士
- 亞松森，巴拉圭
- 奎松市，菲律賓

### 友好都市
- 天津市，中華人民共和國
- 吳江区，中華人民共和國

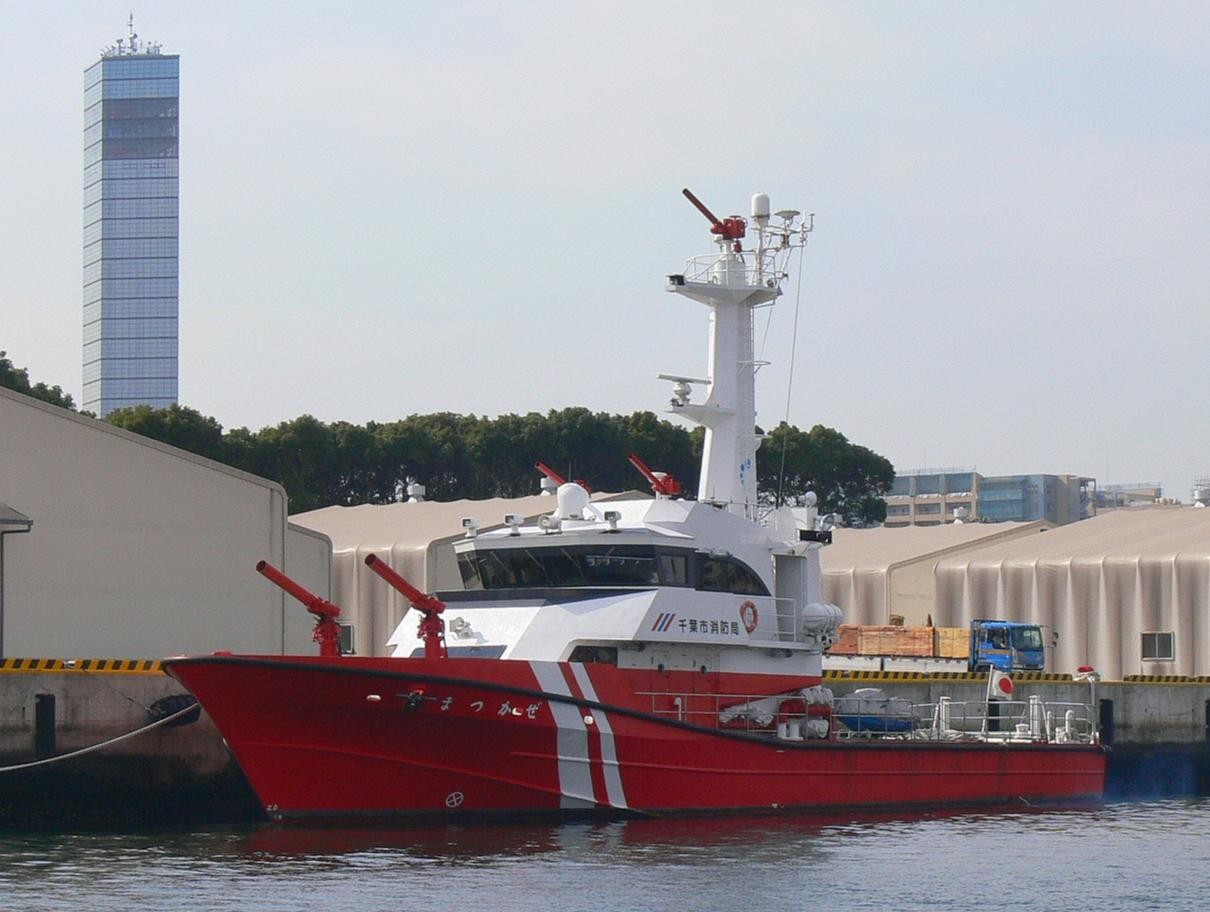
消防船
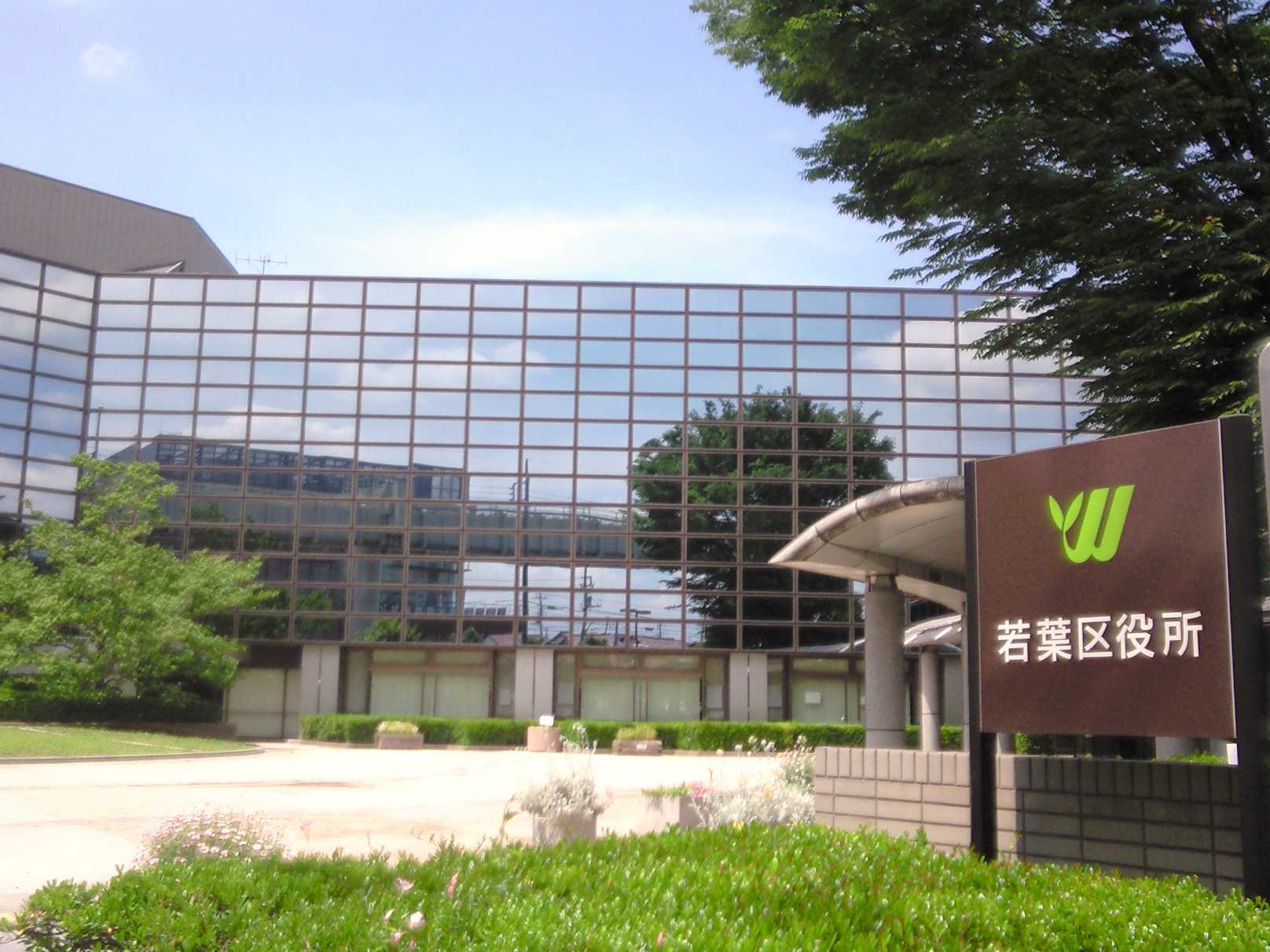
若葉區
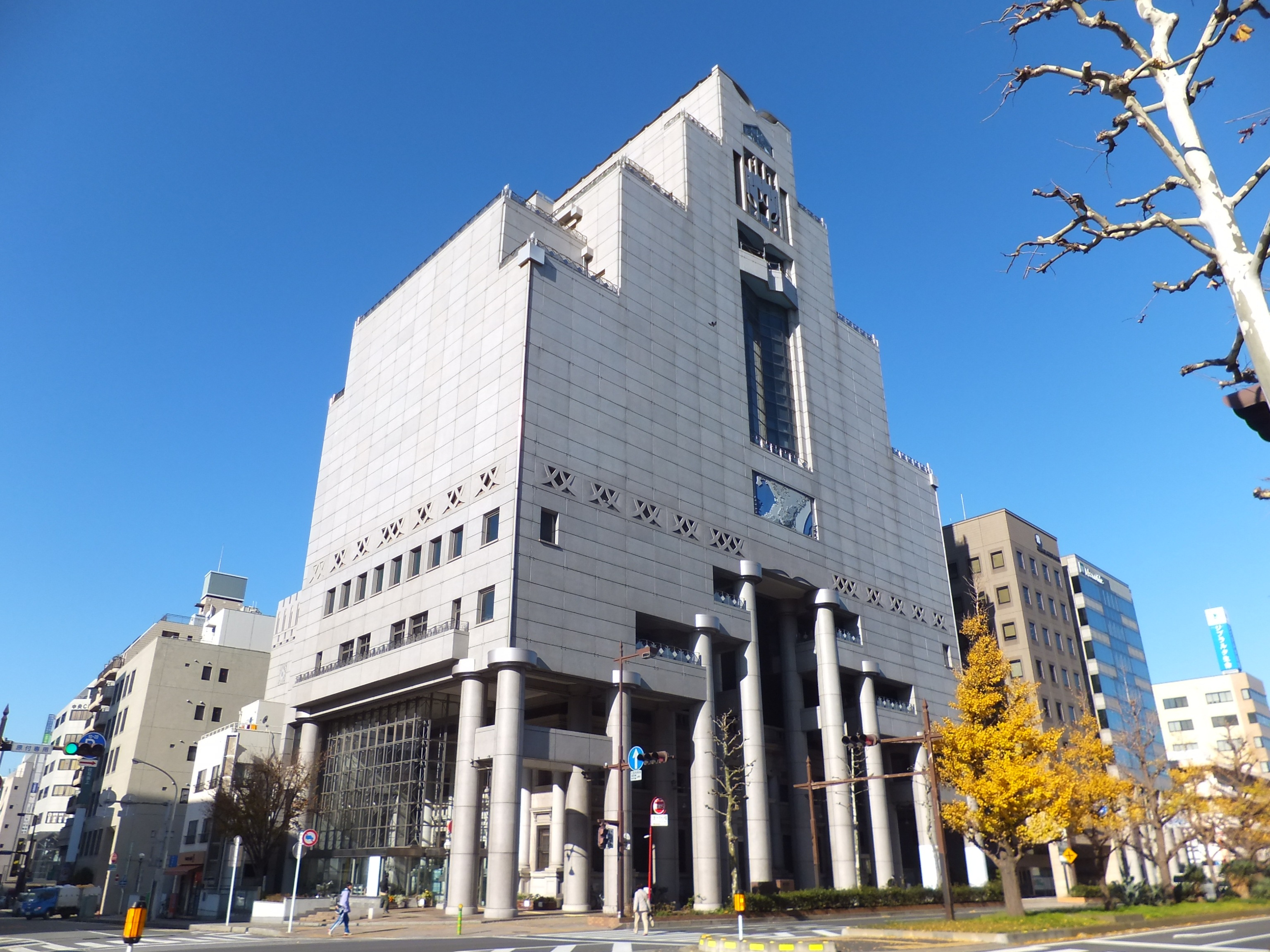
市公所
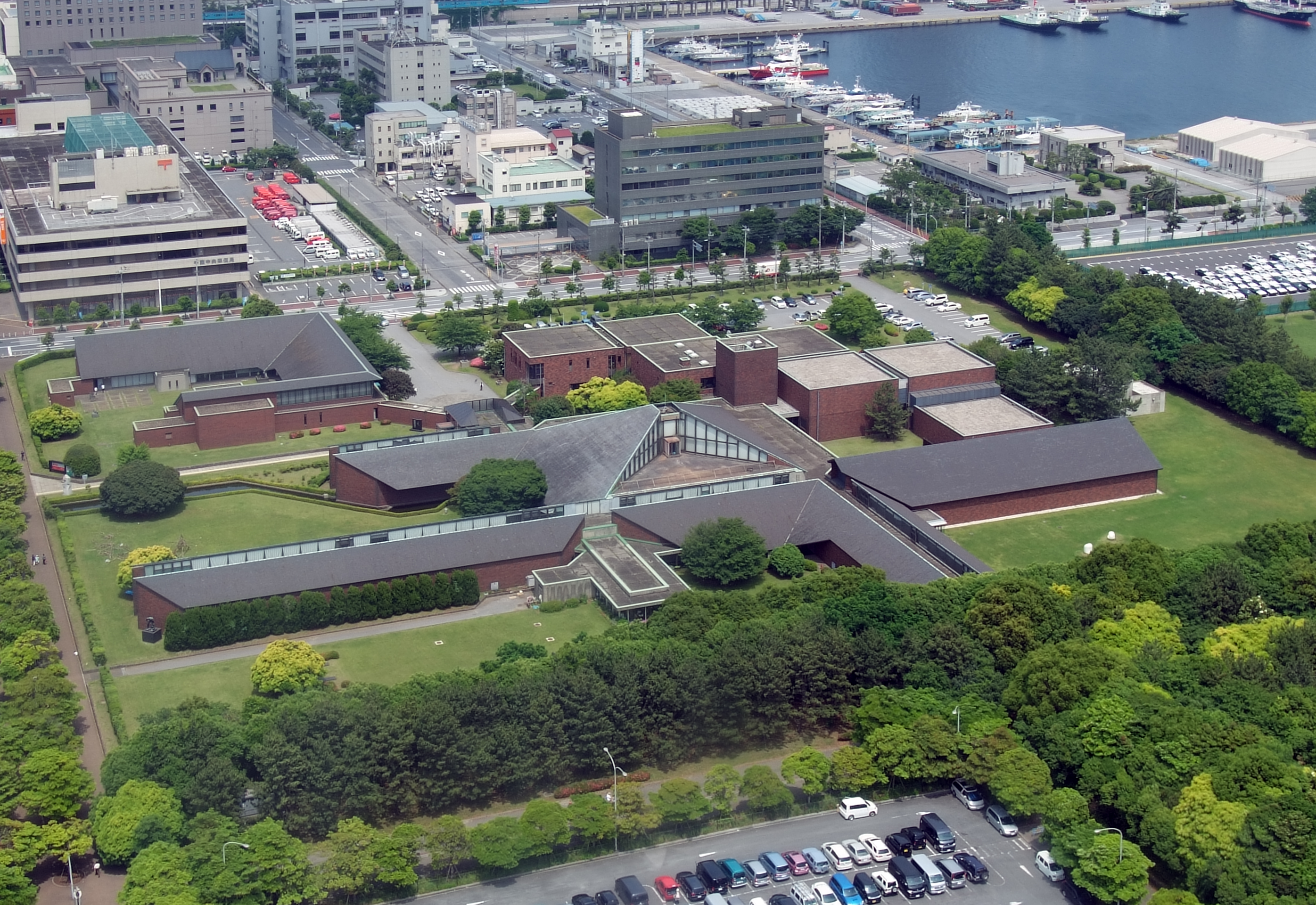
千葉美術館
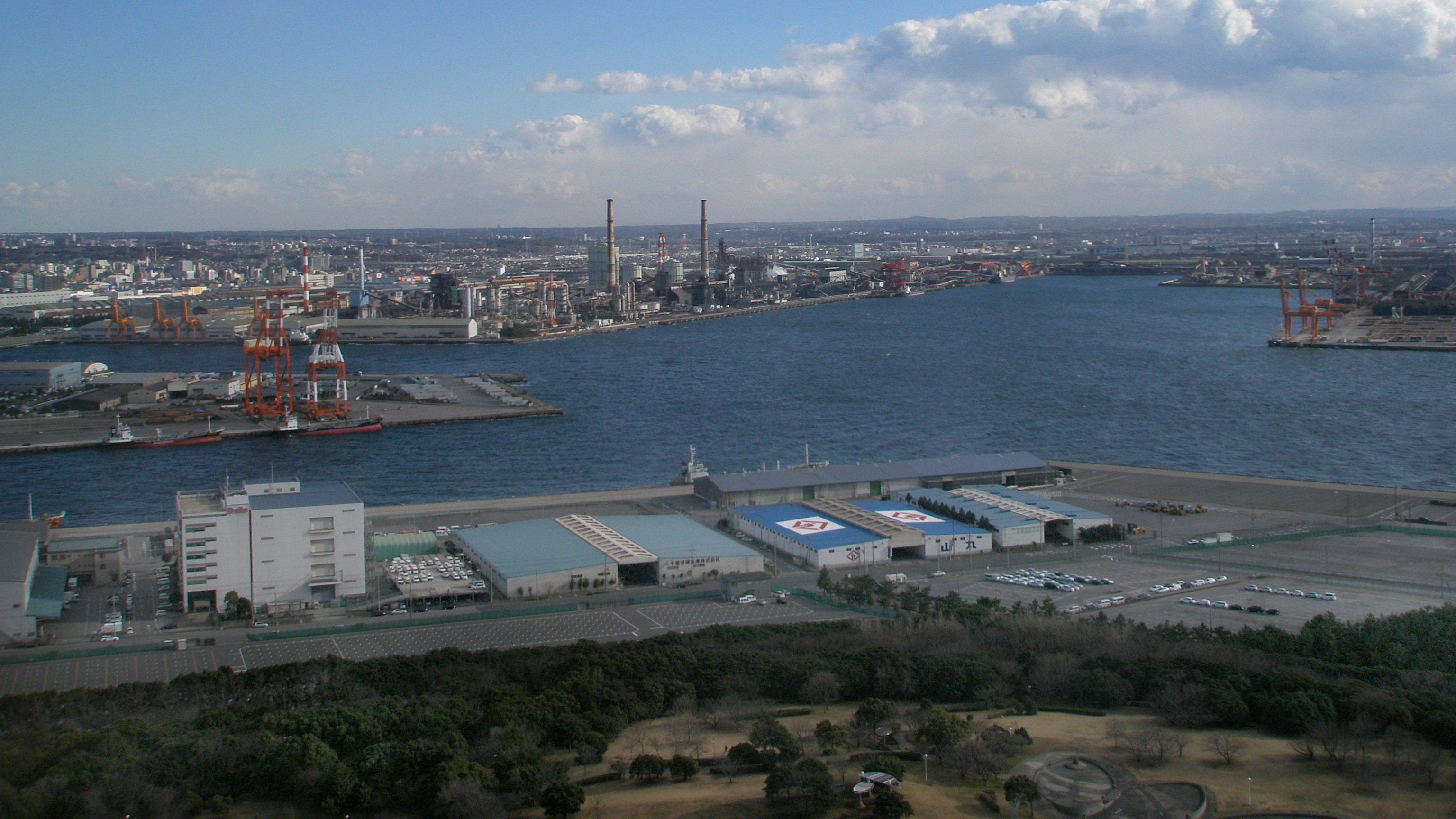
千葉港
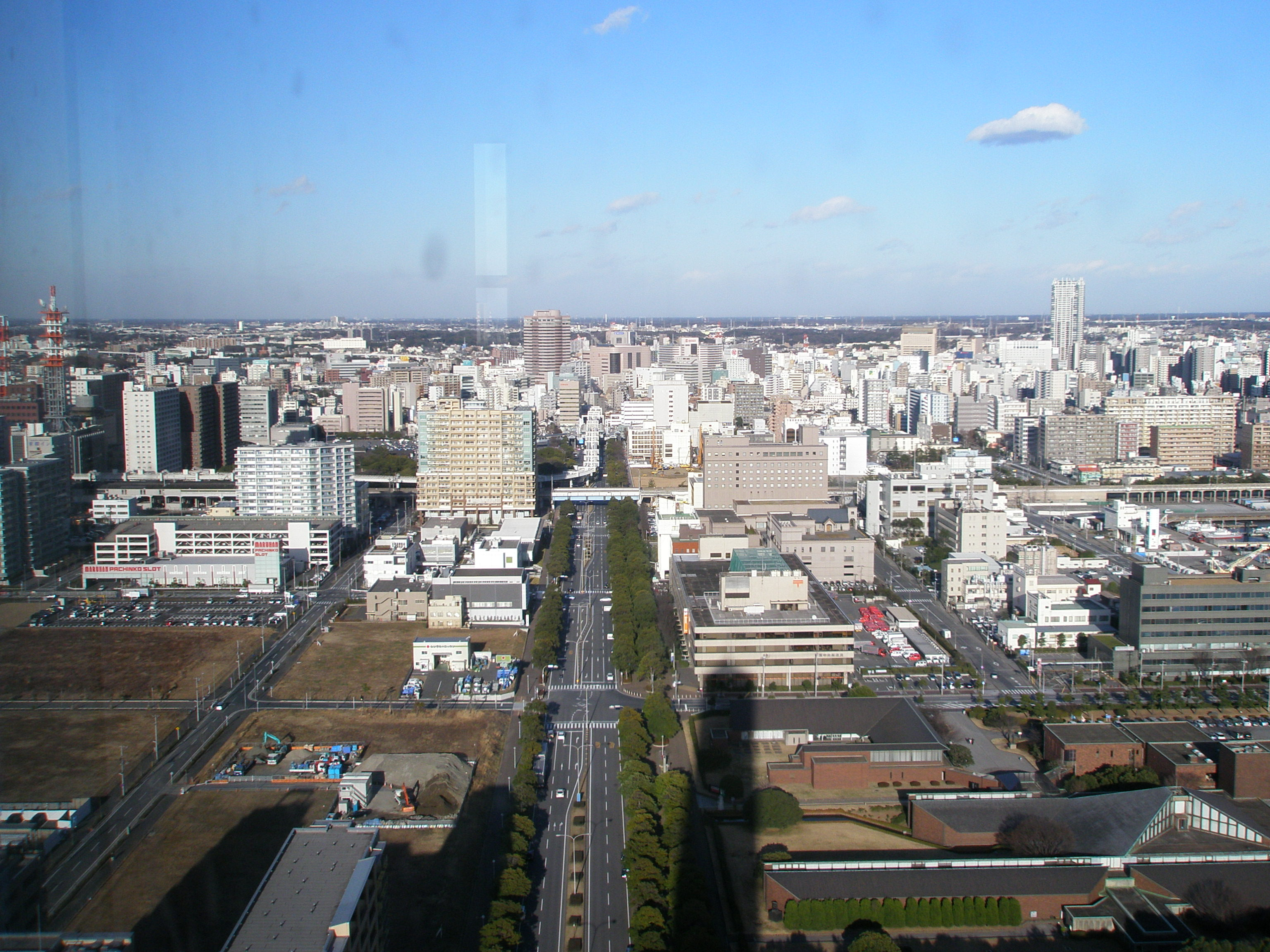
車站區
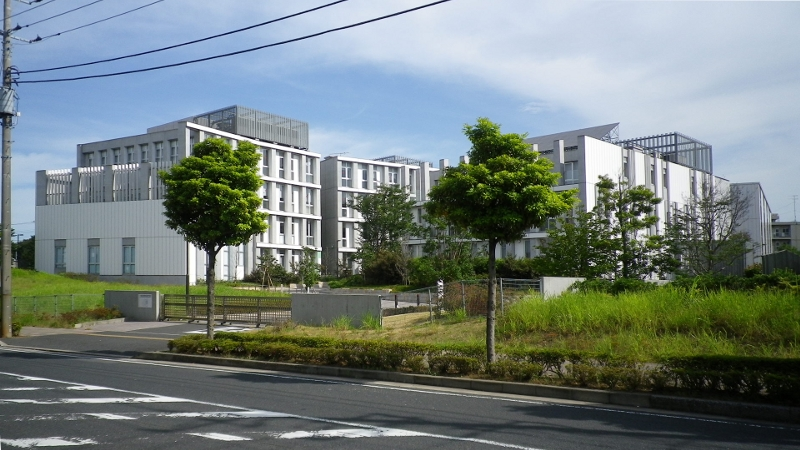
千葉護士學校
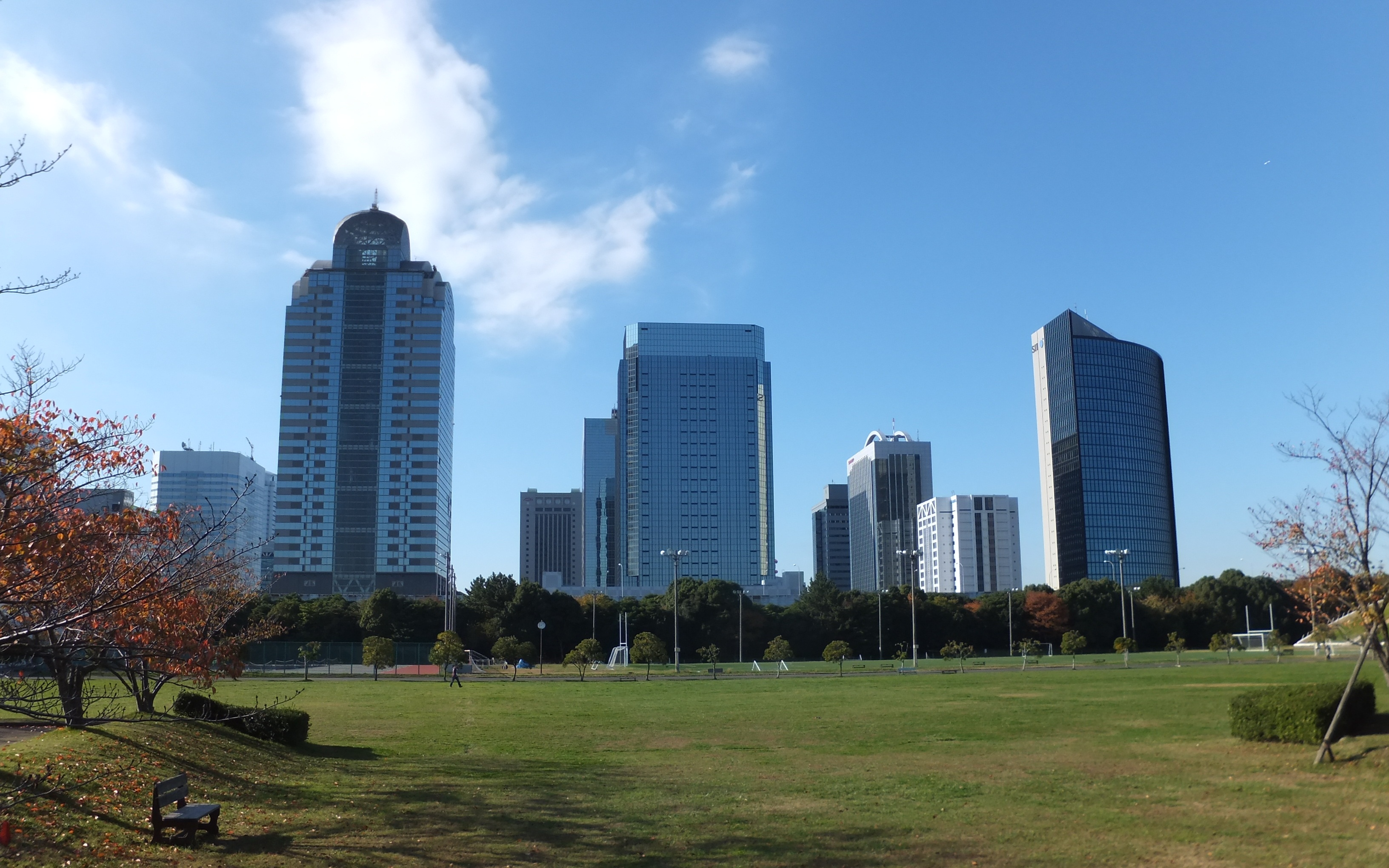
幕張新都心

## 地域

### 人口
| 千葉市人口分布圖 |                                               |  |
| 千葉市與日本全國年齡別人口分布比較圖 （2005年資料） | 千葉市的年齡、男女別人口分布圖 （2005年資料） |  |
| ■紫色是千葉市 ■綠色是全国 | ■藍色是男性 ■紅色是女性                       |  |
| 千葉市人口變化 \| 1970年 \| 482,293人 \| \| \| 1975年 \| 659,356人 \| \| \| 1980年 \| 746,430人 \| \| \| 1985年 \| 788,930人 \| \| \| 1990年 \| 829,455人 \| \| \| 1995年 \| 856,878人 \| \| \| 2000年 \| 887,164人 \| \| \| 2005年 \| 924,319人 \| \| \| 2010年 \| 961,749人 \| \| \| 2015年 \| 971,882人 \| \| \| 2020年 \| 974,951人 \| \| |                                               |  |
| 資料來源：日本總務省統計中心提供之人口普查數據 |                                               |  |
| 1970年 | 482,293人                                     |  |
| 1975年 | 659,356人                                     |  |
| 1980年 | 746,430人                                     |  |
| 1985年 | 788,930人                                     |  |
| 1990年 | 829,455人                                     |  |
| 1995年 | 856,878人                                     |  |
| 2000年 | 887,164人                                     |  |
| 2005年 | 924,319人                                     |  |
| 2010年 | 961,749人                                     |  |
| 2015年 | 971,882人                                     |  |
| 2020年 | 974,951人                                     |  |

### 市區
千葉市市區在千葉站至京成千葉中央站、本千葉站周邊，幕張新都心周邊，可分為東邊的千葉站、亥鼻城跡周邊與西邊的幕張新都心。
千葉站至千葉中央站周邊是千葉都市單軌電車、企業辦公大樓及銀行等所在地，百貨店有SOGO千葉店與千葉三越、千葉巴而可等。此外位於市區中心的中央公園是市民的休閒場所。JR千葉站車站大樓有Perie入駐。千葉中央站車站大樓和後面的東口則分別有Mio（ミーオ）與京成酒店米拉瑪麗入駐。
千葉站周邊

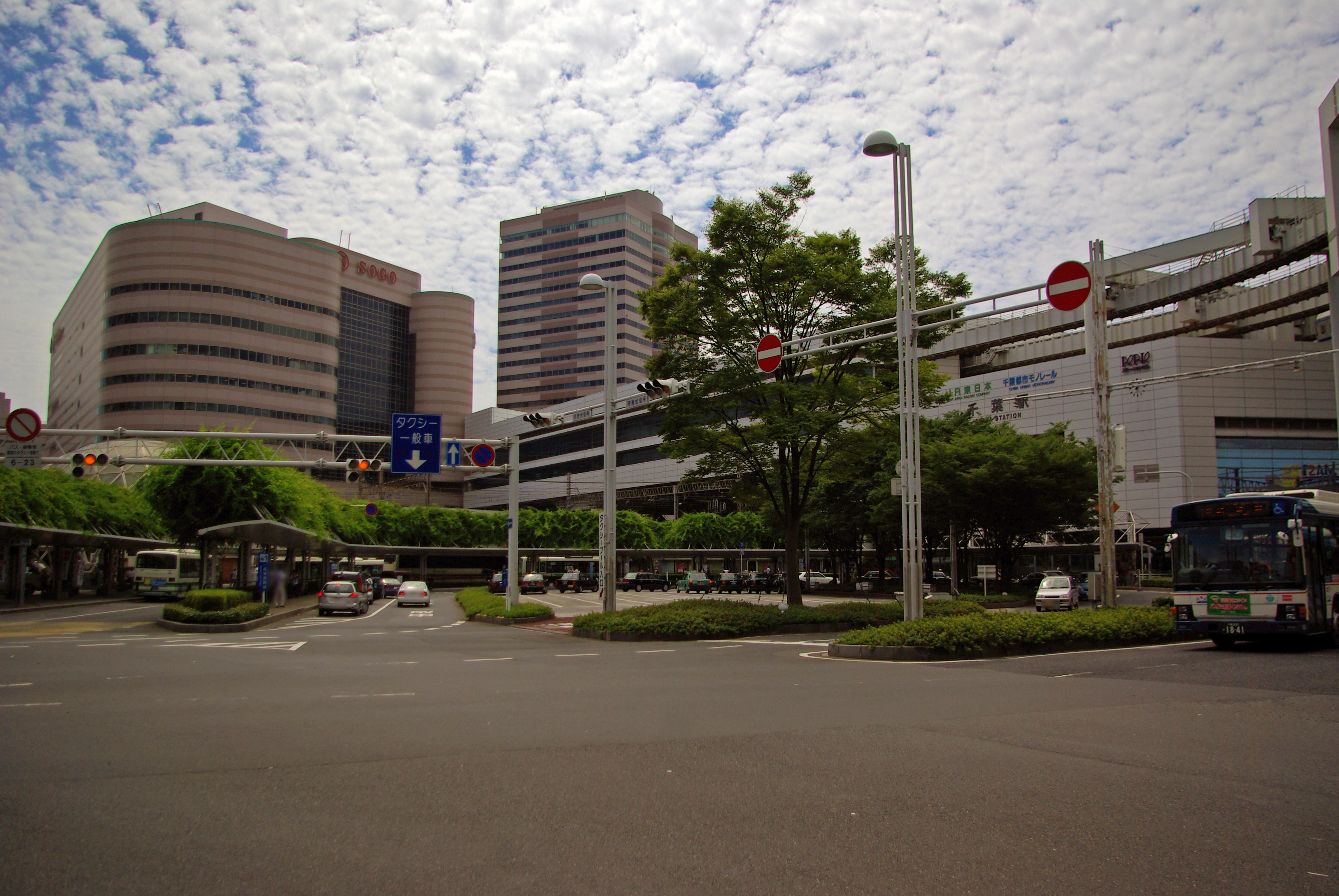
JR千葉站
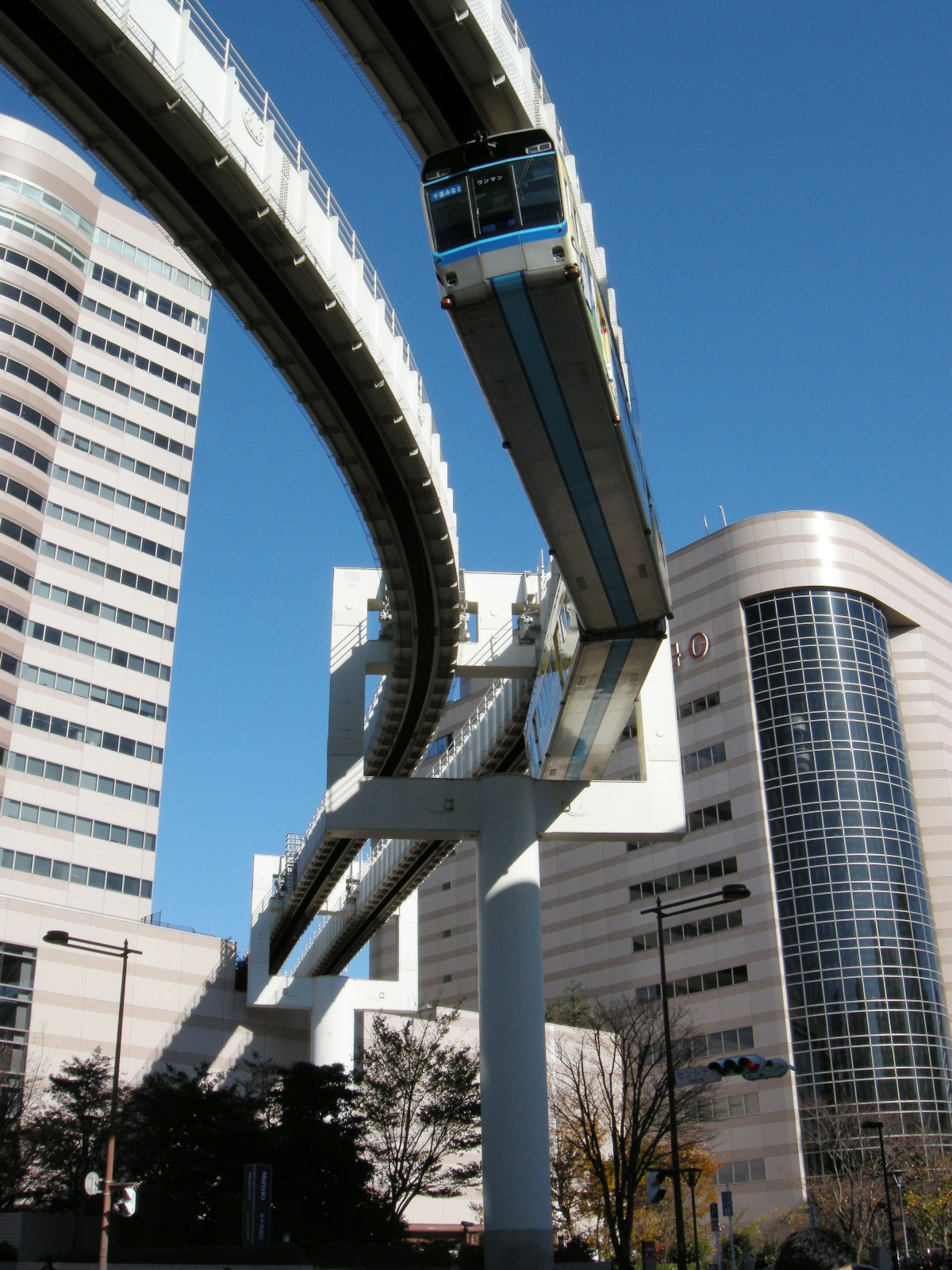
千葉都市單軌電車
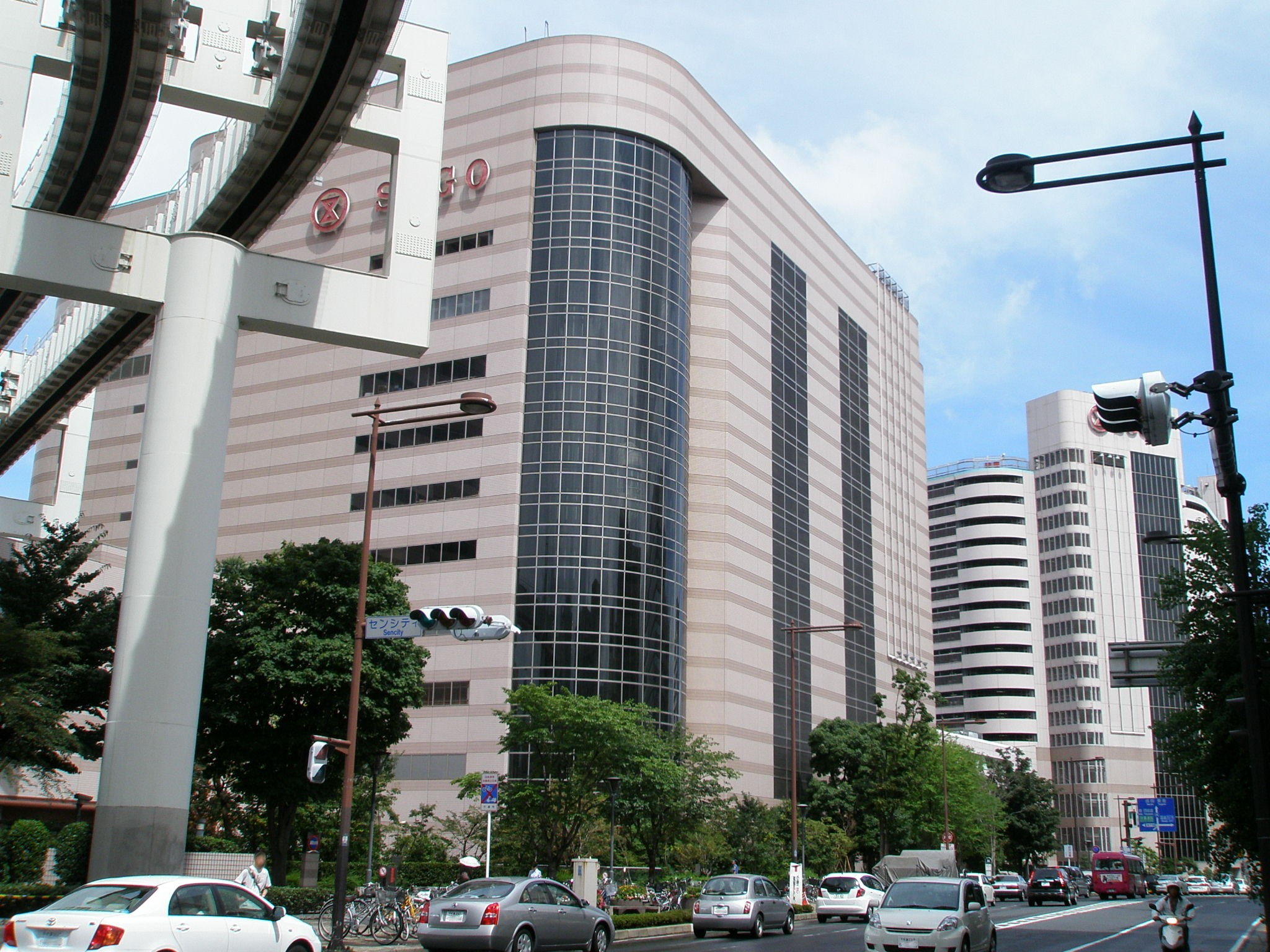
SOGO千葉店
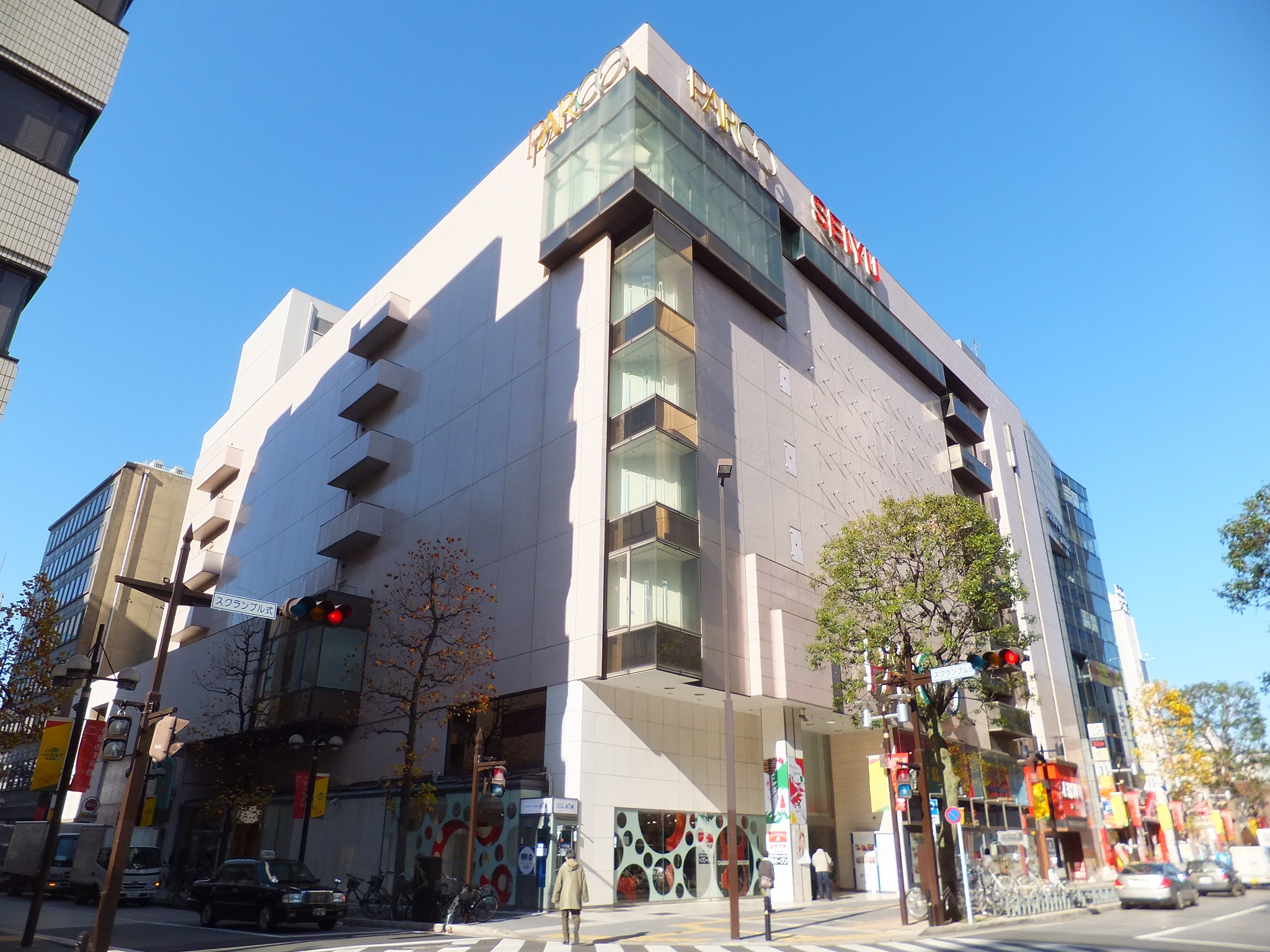
千葉巴而可

縣廳周邊有千葉縣警察本部、千葉市消防局、千葉地方檢察廳、千葉區檢察廳，千葉地方裁判所、千葉家庭裁判所等行政機關聚集。過去此地有奈良屋（後為專門店大樓中央廣場）、田畑（現千葉巴而可）、扇屋（後併入佳世客旗下）等地方百貨店，以及大榮 (企業)與丸井、十字屋、綠屋等進駐，但現在空洞化嚴重，大榮千葉店、中央廣場陸續關閉。此外，附近的中央區榮町地區，過去是縣內最熱鬧的商業據點之一，但在千葉空襲後，成為風俗店、卡巴萊，小料理屋等聚集的歡樂街，其商業據點機能更在國鐵千葉站遷移後完全喪失。現在的榮町韓國系商店與風俗店林立，是日本著名的泡泡浴街、韓國街，千葉市與地方商店會已開始進行榮町的再生計畫。
縣廳周邊

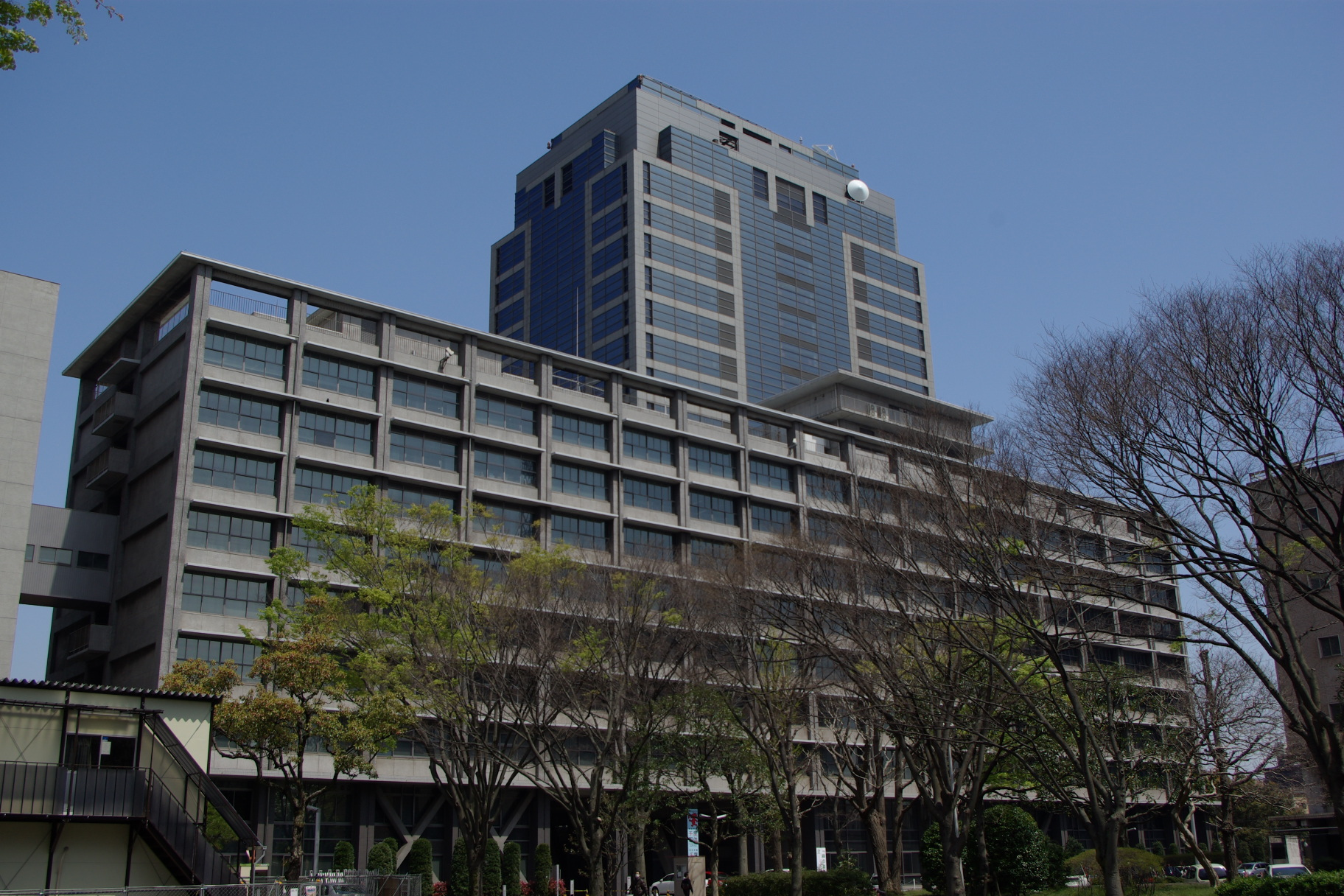
千葉縣廳
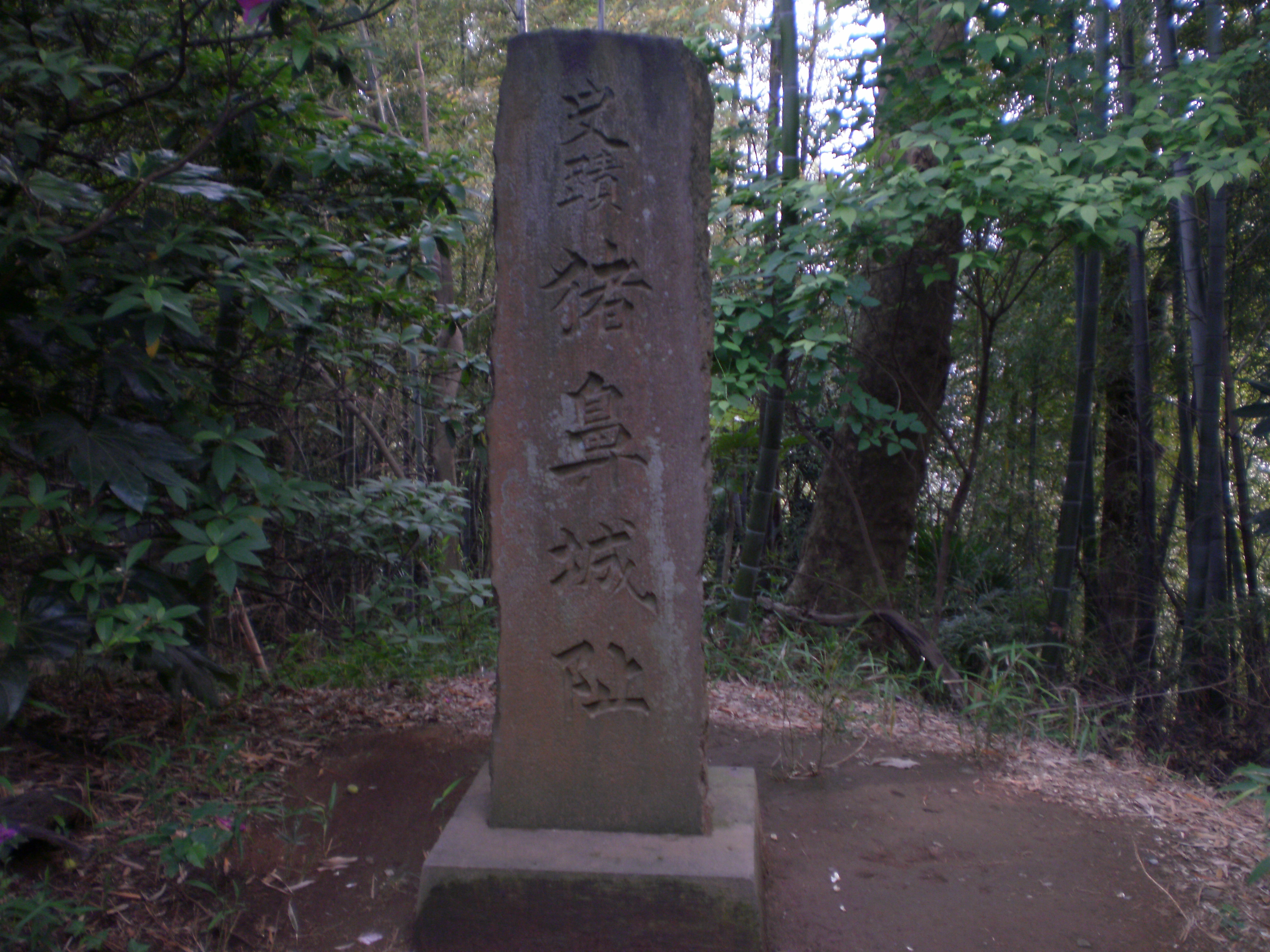
亥鼻城跡

幕張新都心地區有許多超高層辦公大樓與中高層公寓大廈，以及作為活動、國際會議會場的幕張展覽館與千葉羅德海洋主場QVC海洋球場。灣區則是人工海濱與遊艇碼頭等。
幕張新都心

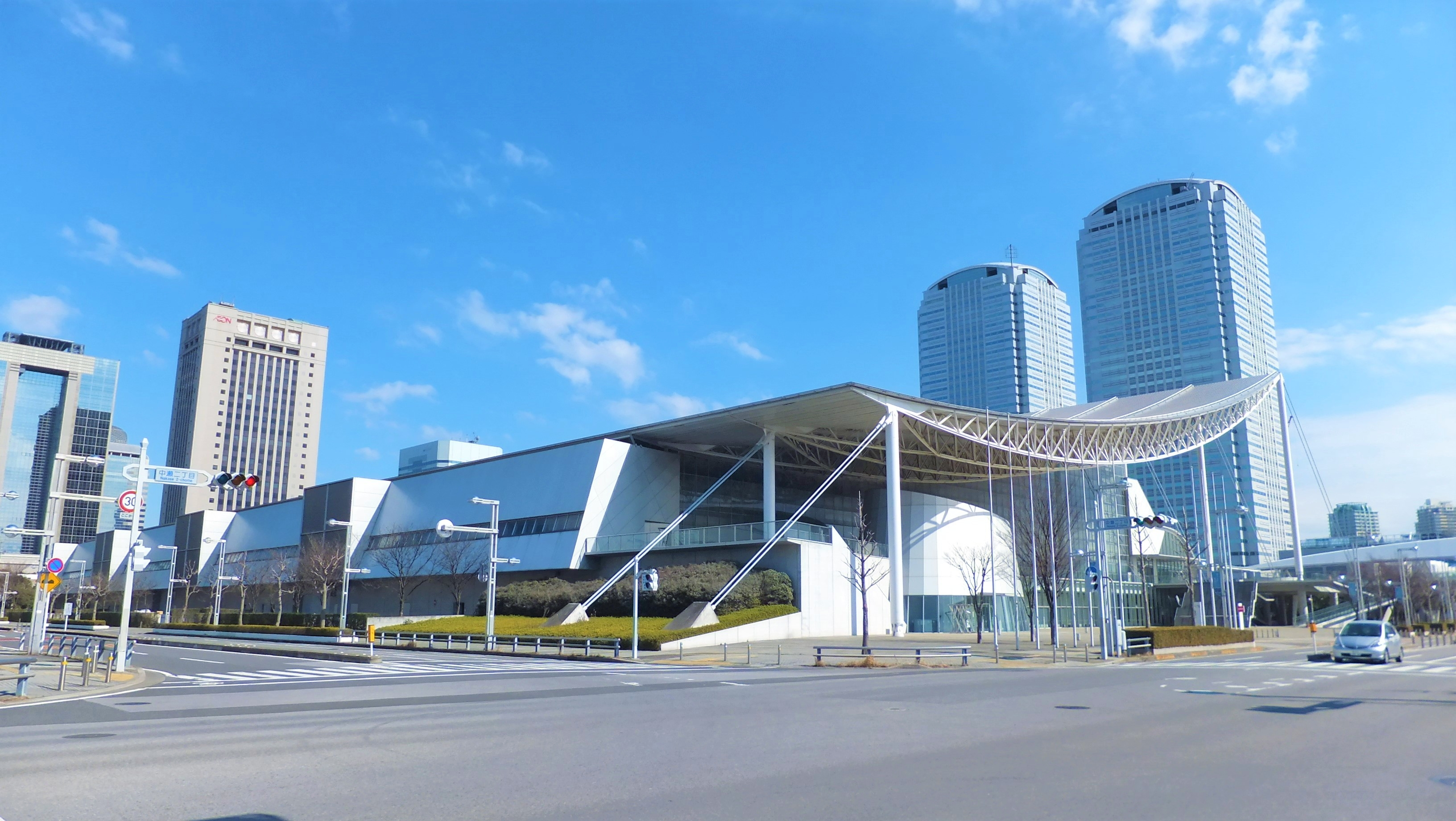
幕張新都心
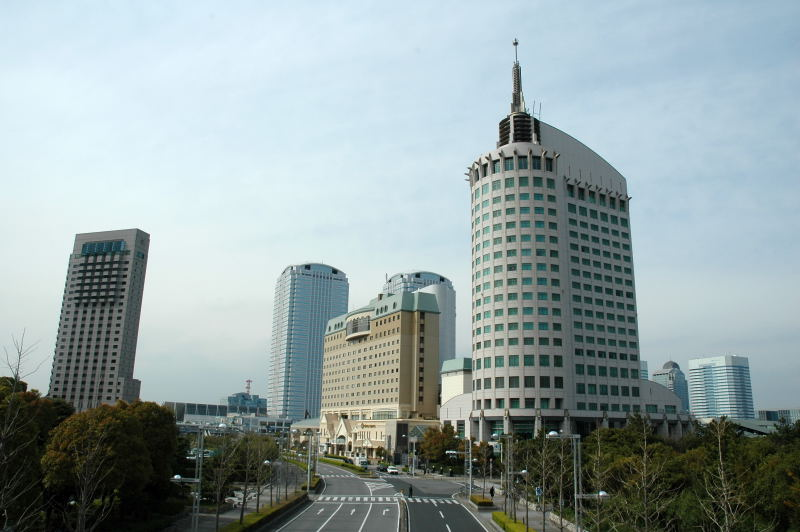
展覽館大通
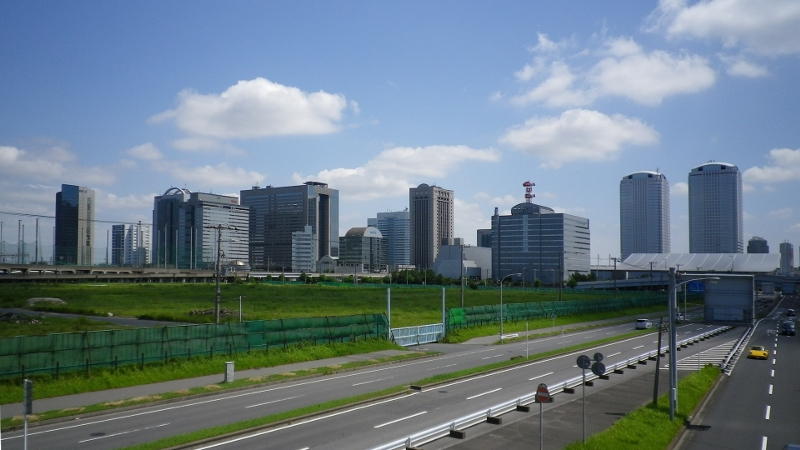
幕張新都心的大廈群
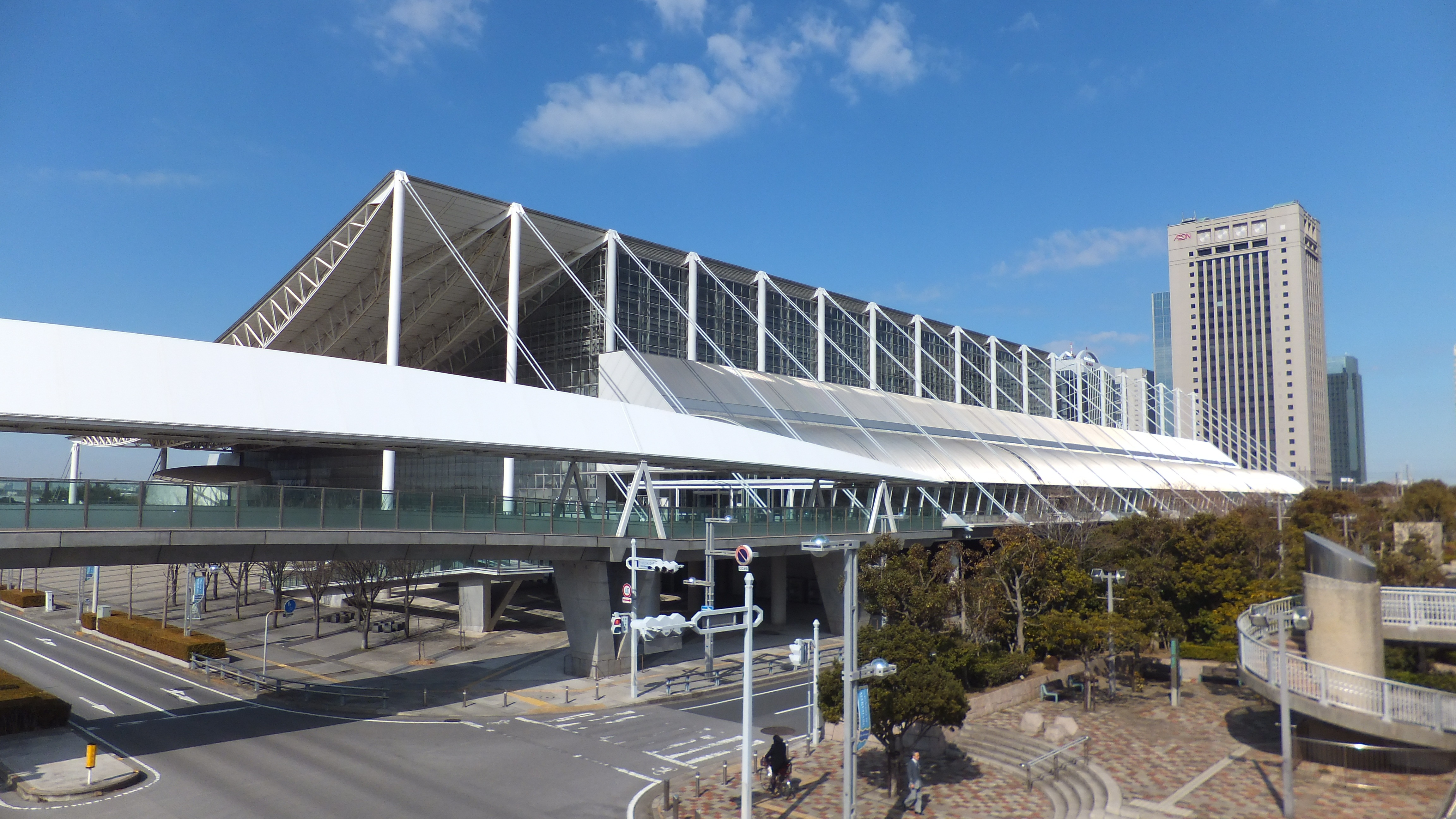
幕張展覽館
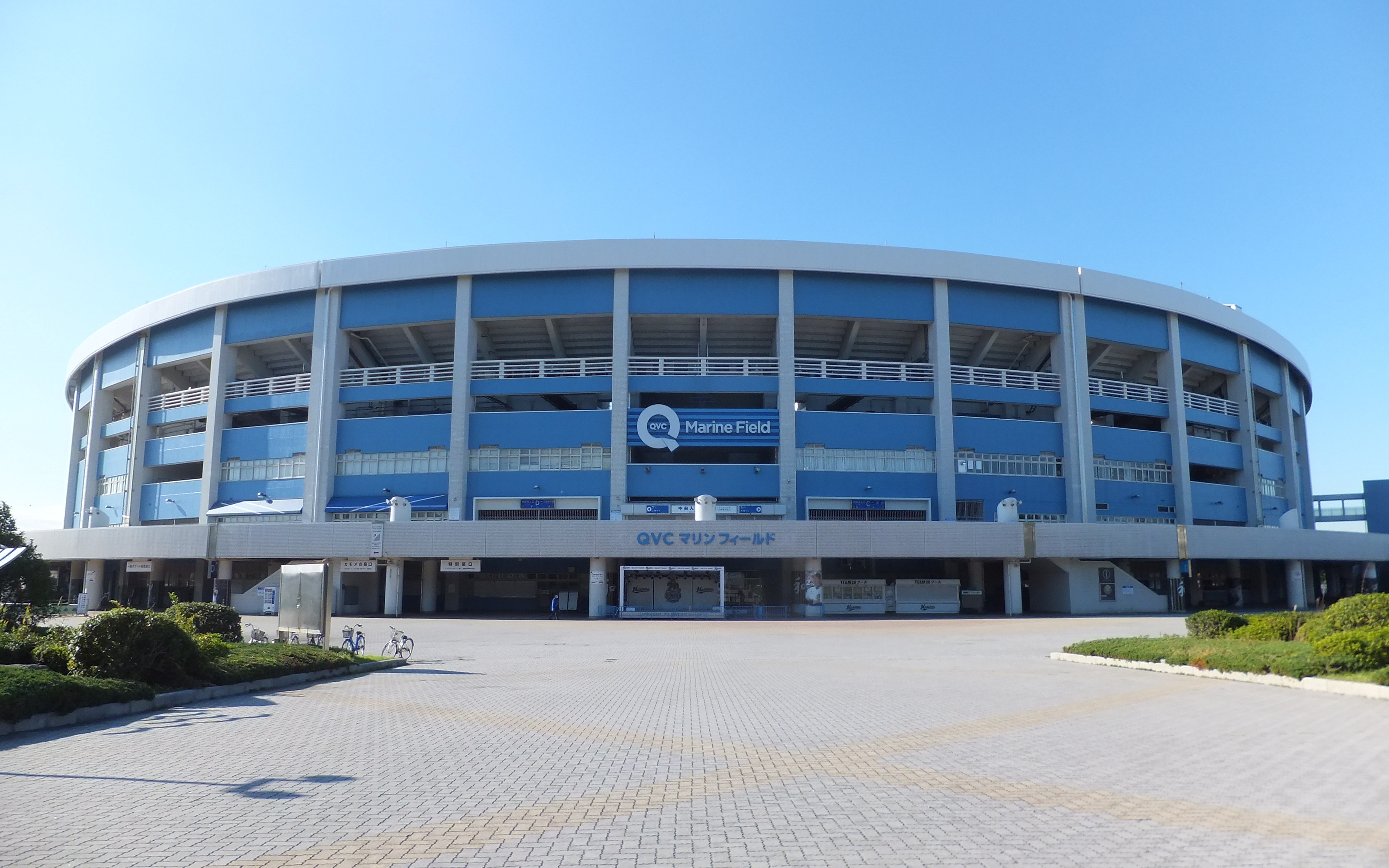
千葉海洋球場

### 基礎設施整備狀況
- 下水道普及率:96.7%（2007年（平成19年）度末）

## 教育

### 學校教育

#### 大學
※ 本部位於千葉市內的以粗體表示
國公立
- 千葉大學
  - 西千葉校區（稻毛區）
  - 亥鼻校區（中央區）
- 東京大學
  - 生產技術研究所千葉實驗所（稻毛區）
  - 檢見川研討中心、總合運動場（花見川區）
- 千葉縣立保健醫療大學（美濱區）

私立
- 淑德大學
  - 千葉校區（中央區）
  - 千葉第2校區（中央區）
- 敬愛大學
  - 稻毛校區（稻毛區）
- 千葉經濟大學（稻毛區）
- 東京情報大學（日语：東京情報大学）（若葉區）
- 植草學園大學（日语：植草学園大学）（若葉區）
- 東京齒科大學（日语：東京歯科大学）（美濱區）
- 神田外語大學（美濱區）
- 放送大學
  - 本部、千葉學習中心（美濱區）
- 帝京平成大學（日语：帝京平成大学）
  - 幕張校區（美濱區）
- LEC東京LEGAL MIND大學（日语：LEC東京リーガルマインド大学）
  - 千葉校區（中央區）

#### 短期大學
私立
- 千葉明德短期大學（中央區）
- 千葉經濟大學短期大學部（稻毛區）
- 日本基督教短期大學（稻毛區）
- 植草學園短期大學（若葉區）

### 專修學校
市內共有私立32所專修學校。請參照千葉縣專修學校一覽#千葉市。

### 高等學校
縣立

| - 中央區 - 千葉縣立千葉高等學校 - 千葉縣立千葉商業高等學校 - 千葉縣立千葉工業高等學校 - 千葉縣立千葉南高等學校 - 千葉縣立生濱高等學校 - 花見川區 - 千葉縣立柏井高等學校 - 千葉縣立犢橋高等學校 - 稻毛區 - 千葉縣立千葉女子高等學校 - 千葉縣立千葉東高等學校 - 千葉縣立京葉工業高等學校 - 千葉縣立千葉北高等學校 | - 若葉區 - 千葉縣立若松高等學校 - 千葉縣立千城台高等學校 - 千葉縣立泉高等學校 - 千葉縣立千葉大宮高等學校 - 綠區 - 千葉縣立土氣高等學校 - 美濱區 - 千葉縣立檢見川高等學校 - 千葉縣立磯邊高等學校 - 千葉縣立幕張總合高等學校 - 千葉縣立千葉西高等學校 |

市立
- 稻毛區
  - 千葉市立千葉高等學校（日语：千葉市立千葉高等学校）
- 美濱區
  - 千葉市立稻毛高等學校（日语：千葉市立稲毛高等学校）

私立

| - 中央區 - 植草學園大學附屬高等學校 - 千葉聖心高等學校 - 千葉明德高等學校 - 明聖高等學校 - 稻毛區 - 敬愛學園高等學校 - 千葉經濟大學附屬高等學校 | - 若葉區 - 櫻林高等學校 - 美濱區 - 澀谷教育學園幕張高等學校 - 昭和學院秀英高等學校 |

### 小學校、中學校
千葉市的小學校、中學校數量以下表表示（千葉市教育委員會事務局、學校教育部學事課（页面存档备份，存于））。
| 設置者   | 小學校         | 中學校 |
| -------- | -------------- | ------ |
| 千葉市立 | 113校（1分校） | 56校   |
| 國立     | 1校            | 1校    |
| 千葉縣立 | -              | 1校    |
| 私立     | 1校            | 3校    |

学校名稱及各校介紹請參照千葉縣小學校一覧#千葉市、千葉縣中學校一覧#千葉市。

### 特別支援學校
國立
- 千葉大學教育學部附屬特別支援學校（日语：千葉大学教育学部附属特別支援学校）（稻毛區）

縣立
- 千葉縣立千葉特別支援學校（日语：千葉県立千葉特別支援学校）（花見川區）
- 千葉縣立櫻丘特別支援學校（日语：千葉県立桜が丘特別支援学校）（若葉區）
- 千葉縣立仁戶名特別支援學校（日语：千葉県立仁戸名特別支援学校）（中央區）
- 千葉縣立袖浦特別支援學校（日语：千葉県立袖ケ浦特別支援学校）（綠區）
- 千葉縣立千葉聾學校（日语：千葉県立千葉聾学校）（綠區）

市立
- 千葉市立養護學校（日语：千葉市立養護学校）（若葉區）
  - 千葉市立養護學校真砂分校（美濱區）
- 千葉市立第二養護學校（日语：千葉市立第二養護学校）（稻毛區）
- 千葉市立高等特別支援學校（日语：千葉市立高等特別支援学校）（美濱區）

### 各種學校
- 千葉朝鮮初中級學校（日语：千葉朝鮮初中級学校）（花見川區）

### 学校教育以外的教育訓練設施
- 千葉縣生涯大學校（中央區）（市民大學（日语：市民大学））
- 亞洲經濟研究所開發學校（日语：アジア経済研究所開発スクール）（美濱區）
- 關東職業能力開發大學校附屬千葉職業能力開發短期大學校（日语：関東職業能力開発大学校#附属千葉職業能力開発短期大学校）（中央區）（依據職業能力開發促進法（日语：職業能力開発促進法）設立的職業能力開發短期大學校（日语：職業能力開発短期大学校））

### 文化設施

#### 博物館
- 千葉縣立中央博物館
- 千葉市立鄉土博物館（千葉城）
- 千葉市立加曾利貝塚博物館
- 稻毛民間航空紀念館（日语：稲毛民間航空記念館）（稻毛海濱公園（日语：稲毛海浜公園））

#### 科學館
- 千葉市科學館（日语：千葉市科学館）

#### 美術館
- 千葉縣立美術館（日语：千葉県立美術館）
- 千葉市美術館（日语：千葉市美術館）
- 保木美術館（日语：ホキ美術館）

#### 動物園、植物園
- 千葉市動物公園（日语：千葉市動物公園）
- 千葉市都市綠化植物園
- 千葉市花之美術館（日语：千葉市花の美術館）
- 見濱園（日语：幕張海浜公園）
- 千葉縣立中央博物館生態園

#### 文化會館
- 千葉縣文化會館（日语：千葉県文化会館）
- 青葉之森公園（日语：青葉の森公園）藝術文化廳
- 千葉市民會館（日语：千葉市民会館）
- 千葉市文化中心
- 千葉市若葉文化廳
- 千葉市女性中心
- 千葉市國際交流中心

#### 展覽中心
- 幕張展覽館

#### 市民活動中心
- 千葉市民活力創造廣場（日语：ちば市民活力創造プラザ）

### 體育設施、公園

#### 千葉市設施
- 青葉之森公園棒球場（日语：青葉の森スポーツプラザ野球場）
- 青葉之森公園（日语：青葉の森公園）陸上競技場
- 千葉公園棒球場（日语：千葉公園野球場）
- 千葉競輪場（日语：千葉競輪場）
- 福田電子競技場（日语：フクダ電子アリーナ）
- 稻毛海濱公園（日语：稲毛海浜公園）
  - 稻毛海濱公園球技場（日语：稲毛海濱公園球技場）
  - 稻毛海濱公園游泳池
  - 稻毛遊艇碼頭
  - 稻毛之濱（いなげの浜）
- Aquarink千葉（アクアリンクちば）
- 花見川自行車道
- 泉自然公園、平和公園自行車道
- 中田體育中心球技場（日语：中田スポーツセンター球技場）
- 千葉港公園（日语：千葉ポートパーク）
- 千葉港體育館
- 千葉市昭和之森公園（日语：千葉市昭和の森公園）

#### 千葉縣設施
- 千葉縣總合體育中心（日语：千葉県総合スポーツセンター）
  - 千葉縣總合體育中心陸上競技場（日语：千葉県総合スポーツセンター陸上競技場）
  - 千葉縣總合體育中心第2陸上競技場
  - 千葉縣棒球場（日语：千葉県野球場）
  - 千葉縣總合體育中心足球、橄欖球場

#### 其他
- 千葉海洋球場－2011年（平成23年）更名為「QVC海洋球場」（QVCマリンフィールド）。
- 東京大學檢見川總合運動場（日语：東京大学検見川総合運動場）

## 國際機關
- 亞洲太平洋統計研修所（日语：アジア太平洋統計研修所）

## 醫療機關
- 千葉大學醫學部附屬醫院
- 平山醫院
- 柏戶醫院

## 交通

### 高速道路與交流道
- 東關東自動車道
  - 灣岸千葉交流道、宮野木系統交流道（日语：宮野木ジャンクション）、千葉北交流道
- 館山自動車道
  - 蘇我交流道
- 京葉道路
  - 武石交流道、宮野木系統交流道、穴川交流道（穴川中交流道、穴川東交流道）、貝塚交流道、千葉東系統交流道、松丘交流道、蘇我交流道
- 千葉東金道路
  - 大宮交流道、高田交流道、中野交流道、野呂停車區

### 收費道路
- 千葉外房收費道路
  - 鎌取IC、平山IC、譽田PA、高田IC、譽田IC、大木戶IC、大野PA、板倉IC

### 國道
中央區中央、本町的廣小路交差點是國道14號的終點與國道51號的起點，千葉市自戰前就是國道的節點。
- 國道14號（千葉街道）
- 國道16號
- 國道51號（佐倉街道）
- 國道126號（日语：国道126号）（東金街道）
- 國道128號（日语：国道128号）
- 國道357號

### 縣道
主要地方道

| - 千葉縣道4號千葉龍崎線 - 千葉縣道14號千葉茂原線（茂原街道） - 千葉縣道20號千葉大網線（大網街道） - 千葉県道22號千葉八街橫芝線 - 千葉縣道24號千葉鴨川線 - 千葉縣道40號東千葉停車場線 - 千葉縣道53號千葉川上八街線 | - 千葉縣道57號千葉鎌谷松戶線 - 千葉縣道64號千葉臼井印西線 - 千葉縣道66號濱野四街道長沼線 - 千葉縣道67號生實本納線（千葉外房收費道路） - 千葉縣道69號長沼船橋線 - 千葉縣道72號穴川天戶線 |

一般縣道

| - 千葉縣道126號八幡菊間線 - 千葉縣道128號日吉譽田停車場線 - 千葉縣道129號譽田停車場中野線 - 千葉縣道131號土氣停車場千葉中線 - 千葉縣道132號土氣停車場金剛地線 - 千葉縣道133號稻毛停車場穴川線 | - 千葉縣道134號稻毛停車場稻毛海岸線 - 千葉縣道217號本千葉停車場線 - 千葉縣道218號蘇我停車場線 - 千葉縣道219號濱野停車場線 - 千葉縣道262號幕張八千代線 - 千葉縣道289號岩富山田台線 |

### 鐵路
東日本旅客鐵道（JR東日本）
- 中央·總武緩行線：幕張本鄉站 - 幕張站 - 新檢見川站 - 稻毛站 - 西千葉站 - 千葉站
- 總武快速線：稻毛站 - 千葉站
- 京葉線：蘇我站 - 千葉港站 - 稻毛海岸站 - 檢見川濱站 - 海濱幕張站 - 幕張豐砂站
- ■ 成田線：千葉站-東千葉站 - 都賀站
- ■外房線：千葉站 - 本千葉站 - 蘇我站 - 鎌取站 - 譽田站 - 土氣站
- ■內房線：千葉站 - 本千葉站 - 蘇我站 - 濱野站
- ■總武本線：千葉站 - 東千葉站 - 都賀站

京成電鐵
- 千葉線：幕張本鄉站 - 京成幕張站 - 檢見川站 - 京成稻毛站 - 綠台站 - 西登戶站 - 新千葉站 - 京成千葉站 - 千葉中央站
- 千原線：千葉中央站 - 千葉寺站 - 大森台站 - 學園前站 - 生實野站

千葉都市單軌電車
- 1號線：千葉港站 - 市役所前站 - 千葉站 - 榮町站 - 葭川公園站、縣廳前站
- 2號線：千葉港站 - 市役所前站 - 千葉站 - 千葉公園站 - 作草部站 - 天台站 - 穴川駅 - 體育中心站 - 動物公園站 - 三和台站 - 都賀站 - 櫻木站 - 小倉台站 - 千城台北站 - 千城台站

### 巴士
廣義的京成集團營運範圍涵蓋大部分市域。沒有公營交通（市營巴士）。

除了部分路線是單一價外，基本上是採後上車前下車，下車付款的方式。票價採取使用整理券的區間制。

市內未發行巴士共通回數券。除了東洋巴士、千葉海濱巴士、九十九里鐵道，其他可使用非接觸型IC卡PASMO、Suica。
- 京成巴士、千葉城市巴士（日语：ちばシティバス）、千葉花巴士（日语：ちばフラワーバス）
- 千葉中央巴士（日语：千葉中央バス）
- 小湊鐵道、九十九里鐵道（日语：九十九里鉄道）
- 千葉內陸巴士（日语：千葉内陸バス）
- 千葉海濱交通（日语：千葉海浜交通）

以上為京成集團。
- 東洋巴士（日语：東洋バス）、千葉海濱巴士（日语：千葉シーサイドバス）
- 平和交通、飛鳥交通（日语：あすか交通）
- 千葉市社區巴士（千葉市コミュニティバス）

## 職業運動
- 千葉羅德海洋（NPB太平洋聯盟）：1992年（平成4年）－
- JEF聯市原·千葉（J.League）：2003年（平成15年）－　※ 2010年（平成22年）〜為J2
- 千葉噴射機船橋（B.League）：2011年（平成23年）－

## 觀光

### 概要
眺望東京灣的幕張地區（美濱區）有著全國著名的活動與會議場地幕張展覽館，以及千葉羅德海洋主場千葉海洋球場。近年千葉市以「花之都・千葉」的都市形象進行宣傳活動。

### 景點、古蹟
- 加曾利貝塚
- 亥鼻城跡

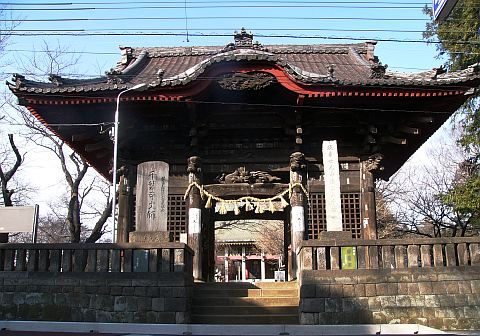
千葉寺山門。2005年2月攝影

- 千葉寺（日语：千葉寺）（板東札所第二十九番札所）
- 千葉神社
- 稻毛淺間神社（日语：稲毛浅間神社）
- 昆陽神社（日语：昆陽神社）
- 大日寺（日语：大日寺 (千葉市)）（千葉氏歷代墓碑）
- 宗胤寺
- 子安神社
- 重俊院
- 生實陣屋（日语：生実陣屋）
- 舊制千葉醫科大學附屬醫院（現千葉大學醫學部本館）
- 千葉刑務所（日语：千葉刑務所）
- 舊千葉縣廳舍（1911年（明治44年）竣工的文藝復興樣式）
- 檢見川送信所（日语：検見川送信所）

### 其他觀光景點
- 千葉港塔（日语：千葉ポートタワー）

### 節慶
- 千葉市花火大會
- 千葉親子三代夏祭
- 稻毛淺間神社例大祭
- Bayside Jazz千葉（ベイサイドジャズ千葉）

### 文化財
- 市內國家指定文化財一覽

| 編號 | 類別                 | 名稱                         | 所在地                | 所有者或管理者 | 指定年月日                       | 備註                                          |
| ---- | -------------------- | ---------------------------- | --------------------- | -------------- | -------------------------------- | --------------------------------------------- |
| 1    | 重要文化財（工藝品） | 短刀 銘國俊 （名物愛染國俊） | 千葉市                | 個人           | 昭和10年4月3日                   | -                                             |
| 2    | 史蹟                 | 加曾利貝塚                   | 若葉區櫻木町141等     | 千葉市         | 昭和46年3月22日                  | 繩文時代中期至後期。 日本最大級的馬蹄形貝塚。 |
| 3    | 〃                   | 月之木貝塚                   | 中央區仁戶名町289-1等 | 千葉市等       | 昭和53年3月16日、平成14年3月19日 | 繩文時代中期至後期。馬蹄形貝塚。              |
| 4    | 〃                   | 荒屋敷貝塚                   | 若葉區貝塚町726-1等   | 千葉市等       | 昭和54年3月13日                  | 繩文時代中期前半。馬蹄形貝塚。                |
| 5    | 〃                   | 犢橋貝塚                     | 花見川區皐月丘1-18    | 千葉市         | 昭和56年12月9日                  | -                                             |

- 市內登陸有形文化財一覽

| 編號 | 類別   | 名稱                                        | 所在地                                         | 所有者或管理者      | 登錄年月日      | 備註                                                                          |
| ---- | ------ | ------------------------------------------- | ---------------------------------------------- | ------------------- | --------------- | ----------------------------------------------------------------------------- |
| 1    | 建造物 | 千葉市民畫廊・稻毛 （舊神谷傳兵衛稻毛別荘） | 稻毛區稻毛1-8-35                               | 千葉市              | 平成9年5月7日   | 大正7年竣工。鋼筋混泥土建二層建築。                                           |
| 2    | 〃     | 千葉Toyopet本社（舊勸業銀行本店）           | 美濱區稻毛海岸4-5-1                            | 千葉Toyopet株式會社 | 平成9年7月15日  | 明治32年6月竣工。昭和40年搬遷至現址。木造2層建築。                            |
| 3    | 〃     | 千葉縣水道局千葉高架水槽                    | 千葉市中央區矢作町670 （譽田給水場千葉分場內） | 千葉縣水道局        | 平成19年7月31日 | 昭和12年2月竣工。正12角形的配水塔。高30公尺、5層建築。 土木學會選獎土木遺產。 |

- 市內的千葉縣指定文化財請參照千葉縣指定文化財一覽（日语：千葉県指定文化財一覧）。

## 以千葉市為舞台的作品

### 電影
- 《指導物語（日语：指導物語）》
- 《哥吉拉vs機械哥吉拉》
- 《哥吉拉2000》
- 《雨之翼（日语：雨の翼）》
- 《縮圖》

### 電視劇
- 《還是喜歡貓（日语：やっぱり猫が好き）》

### 小説
- 《神經浪遊者》（威廉·吉布森）
- 《我的妹妹哪有這麼可愛！》（伏見司）
- 《果然我的青春戀愛喜劇搞錯了。》（渡航）

### 漫画
- 《うちの大家族（日语：うちの大家族）》（重野直樹（日语：重野なおき））
- 《幕張》（木多康昭）
- 《幕張サボテンキャンパス（日语：幕張サボテンキャンパス）》（水科孝之（日语：みずしな孝之））
- 《我不受歡迎，怎麼想都是你們的錯！》（谷川ニコ）
- 《飆速宅男》
- 《一起一起這裡那裡》

## 知名人士

### 演藝人士
- 相葉雅紀（歌手、嵐）：花見川區
- 植草克秀（歌手、演員、少年隊）：中央區
- 忍成修吾（演員）：若葉區
- 劇團一人（搞笑藝人、演員）：花見川區
- PATA（吉他手、X JAPAN）
- 水夏希（前寶塚歌劇團雪組主演男役）：稻毛區

### 體育選手
- 五十嵐亮太（福岡軟體銀行鷹）：稻毛區
- 石井一久（埼玉西武獅）：若葉區
- 大塚晶則（前德州遊騎兵等）：花見川區
- 小笠原道大（讀賣巨人）：美濱區
- 小川龍也（中日龍）：花見川區
- 片岡易之（埼玉西武獅）：花見川區
- 掛布雅之（前阪神虎）（新潟縣三條市出生）：中央區
- 高橋由伸（讀賣巨人）：中央區
- 羽生直剛（甲府風林、前日本代表）：花見川區
- 村井慎二（大分三神、日本代表）
- 山岸智（廣島三箭、前日本代表）：稻毛區
- 名良橋晃（前湘南比馬等、前日本代表）：花見川區
- 村主章枝（花式溜冰）：若葉區
- 琴富士孝也(大相撲力士):花見川區

### 其他
- 時田洸一（漫畫家）：綠區
- 野間美由紀（漫畫家）：綠區
- 日高里菜（聲優）
- 藤島康介（漫畫家）：綠區
- 渡航（輕小説家）

## 外部連結
- 官方網站（页面存档备份，存于）（日語）